# Exécutions en France (1944-1977)
 (février 2020).
- Si vous ne connaissez pas le sujet, laissez ce bandeau (vous pouvez alors contacter les auteurs).
- Si vous supprimez le contenu mis en cause (vous pouvez préalablement contacter les auteurs),

argumentez précisément cette suppression dans la page de discussion
(un manque de référence n'est pas un argument ; une recherche réelle de référence doit avoir été effectuée, être formellement documentée).
Cet article énumére les dernières personnes condamnées à mort et exécutées en France métropolitaine et en outre-mer entre 1944 et 1977. Cette liste n'est pas exhaustive,.

## Listes des personnes exécutées
| Criminels              | Présidence               | Méthode(s)          | Date       | Lieu               | Crime(s) et victime(s) |
| ---------------------- | ------------------------ | ------------------- | ---------- | ------------------ | --- |
| Hamida Djandoubi       | Valéry Giscard d'Estaing | Guillotine          | 10.09.1977 | Marseille          | Le 3 juillet 1974, commet un meurtre accompagné de tortures sur son ancienne maîtresse, Élisabeth Bousquet. |
| Jérôme Carrein         | Valéry Giscard d'Estaing | Guillotine          | 23.06.1977 | Douai              | Le 27 octobre 1975, tente de violer puis étrangle et noie une fillette de huit ans. |
| Christian Ranucci      | Valéry Giscard d'Estaing | Guillotine          | 28.07.1976 | Marseille          | Le 3 juin 1974, enlève à Marseille la petite Marie-Dolorès Rambla, âgée de 8 ans, puis la tue de plusieurs coups de pierre et de couteau, dans un bois de la commune de Peypin, après avoir provoqué un accident de la circulation. |
| Ali Ben Yanes          | Georges Pompidou         | Guillotine          | 12.05.1973 | Marseille          | Le 28 septembre 1971, à Gattières, entré par effraction chez la famille Marra, il tue Danièle, une fillette de sept ans. |
| Claude Buffet          | Georges Pompidou         | Guillotine          | 28.11.1972 | Paris              | Le 21 septembre 1971 assassine lors d'une prise d'otage le gardien Guy Girardot et l'infirmière Nicole Comte. |
| Roger Bontems          | Georges Pompidou         | Guillotine          | 28.11.1972 | Paris              | Le 21 septembre 1971 assassine lors d'une prise d'otage le gardien Guy Girardot et l'infirmière Nicole Comte. |
| Jean-Laurent Olivier   | Charles de Gaulle        | Guillotine          | 11.03.1969 | Amiens             | Le 17 juin 1967 à Montlevon, assassine deux enfants, Pierrette et Lucien Demarle, 12 et 10 ans, et viole Pierrette. |
| Günther Volz           | Charles de Gaulle        | Guillotine          | 16.12.1967 | Metz               | Le 13 mars 1967 à Basse-Yutz, viole et assassine Solange Kintzinger, 9 ans. Déserteur de la légion étrangère de 28 ans. |
| Saïb Hachani           | Charles de Gaulle        | Guillotine          | 22.03.1966 | Lyon               | Le 16 novembre 1962, tue à coup de hachette un homme qui devait embarquer pour Alger, récidive le 8 décembre et le 13 février. |
| Landry-Lambert Gau     | Charles de Gaulle        | Guillotine          | 22.06.1965 | Fort-de-France     | Le 1er novembre 1963, dans le quartier Dumaine, au François (Martinique), il étrangle Pierre Louisy, 76 ans, pour le voler. |
| Mazouz Ghaouti         | Charles de Gaulle        | Guillotine          | 27.06.1964 | Lyon               | Le 13 octobre 1961, assassine un poissonnier lyonnais à la barre de fer dans sa boutique de la place Jules-Guesde. |
| Robert Actis           | Charles de Gaulle        | Guillotine          | 27.06.1964 | Lyon               | Le 31 mai 1963, abat un convoyeur de fonds de la société Berliet pour lui voler plus d'un million de francs. |
| Raymond Anama          | Charles de Gaulle        | Guillotine          | 17.06.1964 | Fort-de-France     | Le 14 novembre 1962, assassine une petite fille de 8 ans. Auparavant condamné pour viol, tentative de meurtre et vol, |
| Stanislas Juhant       | Charles de Gaulle        | Guillotine          | 17.03.1964 | Paris              | Le 24 janvier 1961, tue une épicière parisienne, Marie Thérèse Aupetit pour la voler rue Lantiez à Paris. |
| Jean Bastien-Thiry     | Charles de Gaulle        | Peloton d'exécution | 11.03.1963 | Ivry-sur-Seine     | Le 22 août 1962, tente d’assassiner le Général de Gaulle en mitraillant avec douze complices le convoi présidentiel. |
| Roger Degueldre        | Charles de Gaulle        | Peloton d'exécution | 06.07.1962 | Ivry-sur-Seine     | Le 15 mars 1962 organise le massacre de Château-Royal, dans lequel six personnes sont tuées. |
| Claude Piegts          | Charles de Gaulle        | Peloton d'exécution | 07.06.1962 | Marly-le-Roi       | Le 31 mai 1961, assassine en le poignardant le commissaire central d’Alger Roger Gavoury. |
| Albert Dovecar         | Charles de Gaulle        | Peloton d'exécution | 07.06.1962 | Marly-le-Roi       | Le 31 mai 1961, assassine en le poignardant le commissaire central d’Alger Roger Gavoury. |
| Pierre Jalbaud         | Charles de Gaulle        | Guillotine          | 07.12.1961 | Marseille          | Le 27 août 1957, à Marseille, vole et abat un armurier. Le 1er octobre, à Albi, vole et abat un comptable. |
| Salah Dehil            | Charles de Gaulle        | Guillotine          | 31.01.1961 | Lyon               | Le 8 septembre 1958, attaque à Lyon un commissariat de police et abat le sous-brigadier Armand Sudon. |
| Abdelkader Hadj        | Charles de Gaulle        | Guillotine          | 08.12.1960 | Paris              | Le 28 octobre 1958, assassine à Paris, un dénommé Kaci, membre du MNA. |
| Hamou Boucetta         | Charles de Gaulle        | Guillotine          | 08.12.1960 | Paris              | Le 28 octobre 1958, assassine à Paris, un dénommé Kaci, membre du MNA. |
| Seddiki Ali            | Charles de Gaulle        | Guillotine          | 27.08.1960 | Paris              | Le 5 août 1958, assassine un dénommé Khiari, soupçonné d'être un informateur de police à Saint-Pierre de Vauvray. |
| Mohamed Seguir         | Charles de Gaulle        | Guillotine          | 27.08.1960 | Paris              | Le 5 août 1958, assassine un dénommé Khiari, soupçonné d'être un informateur de police à Saint-Pierre de Vauvray. |
| Abdelkader Mohamed     | Charles de Gaulle        | Guillotine          | 05.08.1960 | Lyon               | Le 16 septembre 1957, assassine onze membres du FLN qui n'étaient pas à jour de cotisation en les étranglant à Villeurbanne. |
| Miloud Larbi           | Charles de Gaulle        | Guillotine          | 05.08.1960 | Lyon               | Le 16 septembre 1957, assassine onze membres du FLN qui n'étaient pas à jour de cotisation en les étranglant à Villeurbanne. |
| Laakhlifi Abderrhamane | Charles de Gaulle        | Guillotine          | 30.07.1960 | Lyon               | Le 20 septembre 1958, organise une attaque contre un commissariat de police qui fit sept blessés. |
| Mohamed Guelma         | Charles de Gaulle        | Guillotine          | 27.07.1960 | Paris              | |
| Georges Rapin          | Charles de Gaulle        | Guillotine          | 26.07.1960 | Paris              | Le 4 avril 1958 à Villejuif tue un pompiste. Le 30 mai 1959, en forêt de Fontainebleau, abat et incinère une prostituée. |
| Tafer Boukhmis         | Charles de Gaulle        | Guillotine          | 09.07.1960 | Lyon               | Le 13 janvier 1958, assassine un imam, Monsieur Ezziane et récidive le 27 janvier 1958 en assassinant Mohamed Douha. |
| Mahmoud Mokrani        | Charles de Gaulle        | Guillotine          | 08.07.1960 | Dijon              | Il assassine à Seyssuel en Isère avec trois complices un algérien opposant au FLN. |
| René Pons              | Charles de Gaulle        | Guillotine          | 21.06.1960 | Bordeaux           | Le 2 mars 1958, au hameau des Coulauds à Montpeyroux, il tue sa mère puis jette le corps dans la cheminée. |
| Abdlekader Aissa       | Charles de Gaulle        | Guillotine          | 14.04.1960 | Douai              | Le 1er juin 1958, se rend coupable de l’assassinat d'un coreligionnaire en prison. |
| Brahimi Menai          | Charles de Gaulle        | Guillotine          | 05.04.1960 | Lyon               | Le 14 décembre 1957, il assassine à Fiminy dans la Loire, un dénommé Daoudi, connu pour ses positions pro-françaises. |
| Feghoul Thouir         | Charles de Gaulle        | Guillotine          | 05.04.1960 | Lyon               | Le 14 décembre 1957, il assassine à Fiminy dans la Loire, un dénommé Daoudi, connu pour ses positions pro-françaises. |
| Abdallah Kabouche      | Charles de Gaulle        | Guillotine          | 17.03.1960 | Lyon               | Le 1er mai 1958, assassine à Lyon, Lkrichi Driz, accusé par le FLN d'être un délateur. |
| Ait Ahcène             | Charles de Gaulle        | Guillotine          | 23.02.1960 | Lyon               | Le 15 février 1958, assassine à la sortie d'un bar fréquenté par des membres du FLN Slimane Nagou |
| Cherchari Ahmed        | Charles de Gaulle        | Guillotine          | 23.02.1960 | Lyon               | Le 15 février 1958, assassine à la sortie d'un bar fréquenté par des membres du FLN Slimane Nagou |
| Ahmed Ali              | Charles de Gaulle        | Guillotine          | 27.01.1960 | Douai              | |
| Mohamed Lounès         | Charles de Gaulle        | Guillotine          | 31.10.1959 | Douai              | |
| Abdallah Hocine        | Charles de Gaulle        | Guillotine          | 15.10.1959 | Dijon              | |
| Mohamed Benzouzou      | Charles de Gaulle        | Guillotine          | 26.09.1959 | Lyon               | Le 6 juin 1958, assassine Saïd Mohamed Ounas. |
| Ahmed Abcha            | Charles de Gaulle        | Guillotine          | 30.07.1959 | Metz               | |
| Mokrane Ali            | Charles de Gaulle        | Guillotine          | 07.07.1959 | Dijon              | Le 14 avril 1958, assomme, étrangle, et jette dans la Bienne, Aidou Sai à Saint Claude pour le voler. |
| Jean Dupont            | Charles de Gaulle        | Guillotine          | 14.04.1959 | Paris              | Le 25 décembre 1956, au lieu-dit le Chêne-Simon, il étrangle et brûle sa fille de 6 ans Chantal, pour se venger de son ex-femme. |
| René Delville          | René Coty                | Guillotine          | 04.11.1958 | Paris              | Le 18 février 1956, à Houilles, frappe et abat une retraitée, abat et vole un médecin retraité. |
| Abdallah Bellil        | René Coty                | Guillotine          | 27.09.1958 | Paris              | Le 25 août 1957, abat dans un café de la rue de la Goutte d'Or à Paris, un dénommé Belhouad, membre d'une faction rivale |
| Jean Guyenot           | René Coty                | Guillotine          | 08.08.1958 | Lyon               | Le 12 septembre 1956, sur la route entre Divonne-les-Bains et Gex, abat un chauffeur de taxi, et blesse le neveu du chauffeur. |
| Jean-Claude Vivier     | René Coty                | Guillotine          | 06.08.1958 | Paris              | Le 21 décembre 1956, au parc de Saint-Cloud, abat un couple d'amoureux pour leur voler leur voiture. |
| Alexandre Nickichine   | René Coty                | Guillotine          | 07.12.1957 | Marseille          | Le 28 juillet 1956, à Vallauris viole, étrangle et jette dans un puits un garçon de dix ans, André Maubert |
| André Paul Lods        | René Coty                | Guillotine          | 26.11.1957 | Besançon           | Le 5 février 1956, au lieu-dit « Le Moulin », à Luze, décapite et vole son ancienne patronne. |
| Jacques Fesch          | René Coty                | Guillotine          | 01.10.1957 | Paris              | Le 18 février 1954, à Paris rue Vivienne, vole un changeur, sur le boulevard des Italiens abat un policier qui le poursuit. |
| Kléber Delaire         | René Coty                | Guillotine          | 22.06.1957 | Amiens             | Le 7 juin 1955, à Vadencourt-et-Bohéries, assassine et vole une institutrice, brûle la maison, dépèce le cadavre et le jette à l'eau.                                                                                               |
| Émile Buisson          | René Coty                | Guillotine          | 28.02.1956 | Paris              | Le 14 mars 1949, 28 boulevard Jean-Jaurès à Boulogne-Billancourt, vole et abat un bijoutier. |
| Louis Mathiau          | René Coty                | Guillotine          | 24.01.1956 | Paris              | Le 7 septembre 1953, à Gonesse, abat et vole un chauffeur de taxi, Omar Mahfouf pour lui voler 1500 francs. |
| Jules Duhameau         | René Coty                | Guillotine          | 28.07.1955 | Douai              | Le 29 avril 1954, à Sailly-sur-la-Lys, poignarde sa fille après qu'elle lui ait annoncé sa volonté de quitter le domicile familial.                                                                                                 |
| Anatole Payet          | René Coty                | Guillotine          | 22.04.1954 | Saint-Denis        | Il viole et assassine une fillette de 6 ans à Saint Denis, à la Réunion, avait déjà passé sept années en prison. |
| René Peter             | Vincent Auriol           | Guillotine          | 30.10.1953 | Nancy              | Le 29 janvier 1952, à Saint-Dié-des-Vosges, ivre, abat et vole un couple de rentiers pour voler 3000 francs. |
| Ameur Messaoud         | Vincent Auriol           | Guillotine          | 17.02.1953 | Metz               | Le 12 novembre 1949, à Réhon, assomme, égorge et vole un couple de gérants d'une épicerie. |
| Eugenio Cocchi         | Vincent Auriol           | Guillotine          | 22.07.1952 | Metz               | Le 14 octobre 1950, à Metz, Italien évadé de prison, vole et poignarde à coups de ciseaux une veuve et sa domestique. |
| Raymond Perat          | Vincent Auriol           | Guillotine          | 04.07.1952 | Laon               | Le 13 janvier 1948 à Vauchelles-lès-Authie, abat un marchand de bestiaux, à la tête en Picardie, de la "Bande d'Albert". |
| Michel Courtin         | Vincent Auriol           | Guillotine          | 26.04.1952 | Amiens             | Le 27 septembre 1950, à Rieux-en-Cambrésis, assassine sa patronne cultivatrice et sa fille. |
| Marcel Delrue          | Vincent Auriol           | Guillotine          | 05.04.1952 | Paris              | Le 3 janvier 1947, à Grisy-les-Plâtres, abat un gendarme et en blesse grièvement un autre. |
| Jean Trignac           | Vincent Auriol           | Guillotine          | 25.03.1952 | Paris              | Le 4 août 1947, abat de trois balles à Villejuif le garagiste Guy Lagorce, attiré dans le piège sous couvert d'une vente. |
| Abel Danos             | Vincent Auriol           | Peloton d'exécution | 13.03.1952 | Arcueil            | Il se rend coupable de trahison, intelligence avec l'ennemi notamment par son appartenance à la Gestapo. |
| Raymond Monange        | Vincent Auriol           | Peloton d'exécution | 13.03.1952 | Arcueil            | Il se rend coupable de trahison, intelligence avec l'ennemi notamment par son appartenance à la Gestapo. |
| Stanislas Gwisdak      | Vincent Auriol           | Guillotine          | 23.02.1952 | Melun              | Le 31 mars 1950, à la prison de Melun, tue un gardien en tentant de s'évader avec un complice. |
| Nicolas Stephan        | Vincent Auriol           | Guillotine          | 14.02.1952 | Chalon-sur-Saône   | Le 20 décembre 1946, assassine la veuve Guépy à Bragny après l'avoir ligotée, torturée et menacé de la brûler. |
| Roger Courtin          | Vincent Auriol           | Guillotine          | 13.12.1951 | Paris              | Le 24 juillet 1946, assassine un épicière à Maison-Alfort pour lui voler 120.000 francs. |
| Antoine Véruni         | Vincent Auriol           | Guillotine          | 08.12.1951 | Marseille          | Le 6 février 1948 à Aix en Provence assomme, ligote sur son lit et asphyxie Elysée Brès, 56 ans, pour lui voler trois revolvers. |
| Léon Chaudon           | Vincent Auriol           | Guillotine          | 08.12.1951 | Marseille          | Le 6 février 1948 à Aix en Provence assomme, ligote sur son lit et asphyxie Elysée Brès, 56 ans, pour lui voler trois revolvers. |
| Joseph Jadeau          | Vincent Auriol           | Guillotine          | 28.11.1951 | Nantes             | Le 17 novembre 1947, à Angers, abat une buraliste et blesse son époux et sa fille lors de l'attaque. |
| Marcel Ythier          | Vincent Auriol           | Guillotine          | 13.11.1951 | Marseille          | Le 23 mai 1950, assassine à Aix en Provence l'agent de police Amiel, récidive le lendemain en abattant le brigadier Fauchier. |
| Gustave Maillot        | Vincent Auriol           | Guillotine          | 29.06.1951 | Saint-Brieuc       | Le 24 février 1950, assassine à Prat trois fermiers avec une hachette et un couteau afin de les voler. |
| Gaston Dufrenel        | Vincent Auriol           | Guillotine          | 27.06.1951 | Melun              | Le 6 mai 1944, vêtu d'uniforme de la Wehrmacht, fracasse le crâne de monsieur Fenié à Chelles, afin de le voler. |
| André Cornil           | Vincent Auriol           | Guillotine          | 27.06.1951 | Melun              | Le 6 mai 1944, vêtu d'uniforme de la Wehrmacht, fracasse le crâne de monsieur Fenié à Chelles, afin de le voler. |
| Robert Forest          | Vincent Auriol           | Guillotine          | 30.05.1951 | Chalon-sur-Saône   | Le 10 septembre 1950, assassine à Mâcon sa mère adoptive, Madame Roussel en la noyant afin de lui voler 26.000 francs. |
| Raymond Schleich       | Vincent Auriol           | Guillotine          | 04.05.1951 | Paris              | Le 25 décembre 1948, assassine Germaine Siberil, prostituée dont il était le souteneur à la suite de son refus de lui donner son argent.                                                                                            |
| Raymond Thaon          | Vincent Auriol           | Guillotine          | 28.04.1951 | Tours              | Le 11 février 1950, assassine à Chinon son fils Paul, âgé de onze ans, en le battant puis en le dépecant et le jette dans la Vienne.                                                                                                |
| Joseph Lardon          | Vincent Auriol           | Guillotine          | 24.04.1951 | Paris              | Le 10 janvier 1949, abat le surveillant de prison Charles Châtaignier en tentant de s'échapper. |
| Louis Niquet           | Vincent Auriol           | Guillotine          | 15.03.1951 | Chalon-sur-Saône   | Le 19 février 1950, Niquet abat Raymond Chevalier, boulanger et mari de la maîtresse de Chauve. |
| Pierre Chauve          | Vincent Auriol           | Guillotine          | 15.03.1951 | Chalon-sur-Saône   | Le 19 février 1950, Niquet abat Raymond Chevalier, boulanger et mari de la maîtresse de Chauve. |
| Charles Czaikowski     | Vincent Auriol           | Guillotine          | 14.02.1951 | Belley             | Le 1er mars 1950, tue à Neuville-sur-Ain un marchand avec son frère, le 10 mars son frère abat un gendarme avant d'être tué |
| Roger Lesimple         | Vincent Auriol           | Guillotine          | 23.01.1951 | Paris              | Le 15 décembre 1947, étrangle Aimé Blanchard, qui avait refusé de lui faire un prêt, et abat Mme Lecureuil le 20 décembre. |
| Mirco Pecar            | Vincent Auriol           | Guillotine          | 18.01.1951 | Metz               | Le 15 octobre 1946, à Saint-Avold abat un chauffeur de taxi, Charles Dilligent pour voler sa recette et rentrer en Yougoslavie. |
| Stanislas Svetlicic    | Vincent Auriol           | Guillotine          | 18.01.1951 | Metz               | Le 15 octobre 1946, à Saint-Avold abat un chauffeur de taxi, Charles Dilligent pour voler sa recette et rentrer en Yougoslavie. |
| Jean-Louis Estingoy    | Vincent Auriol           | Guillotine          | 12.01.1951 | Paris              | Le 15 août 1947, jette dans la cage d'escalier, à Charenton, un garçon de quatre ans, Pierre Virroy, qui se refusait à lui. |
| Lucien De Crop         | Vincent Auriol           | Guillotine          | 03.11.1950 | Douai              | Le 9 mars 1946, empoisonne sa femme Marie-Madeleine puis tente d’empoisonner sa belle-mère et maîtresse. |
| Joseph Drzewiecki      | Vincent Auriol           | Guillotine          | 12.10.1950 | Nancy              | Le 3 février 1949, tue avec un rail Etienne Husson à Sommerviler pour lui voler 30.000 francs. |
| Gabriel Bernard        | Vincent Auriol           | Guillotine          | 05.10.1950 | Paris              | Le 13 novembre 1946, abat son père Antonin Bernard à Argenteuil afin de le voler. |
| Ramdane Slimane        | Vincent Auriol           | Guillotine          | 27.07.1950 | Marseille          | Le 30 mai 1947, abat dans un bois près d'Aix en Provence un garagiste, Monsieur Finel. |
| Ahmed Chaibeddera      | Vincent Auriol           | Guillotine          | 27.07.1950 | Marseille          | Le 24 janvier 1949, abatte Maurice Baudron, gardien du fortin de l'Estaque puis étrangle sa femme sous les yeux de leur fille. |
| Abdlekader Djaoui      | Vincent Auriol           | Guillotine          | 27.07.1950 | Marseille          | Le 24 janvier 1949, abatte Maurice Baudron, gardien du fortin de l'Estaque puis étrangle sa femme sous les yeux de leur fille. |
| Michel Watrin          | Vincent Auriol           | Guillotine          | 12.07.1950 | Metz               | Le 4 décembre 1946, abat le chauffeur de taxi Jean Becker à Gravelotte.Récidive le 11 décembre en tuant Benjamin Teyre. |
| François Homburger     | Vincent Auriol           | Guillotine          | 23.06.1950 | Metz               | Le 14 août 1947, pousse mortellement Jean Immer, son beau-père; après avoir caché le corps, il empoisonne sa femme. |
| Ernst Dunker           | Vincent Auriol           | Peloton d'exécution | 06.06.1950 | Marseille          | Il se rend coupable de divers crimes de guerre, agent de la Gestapo de la rue Paradis. |
| Raymond Gui            | Vincent Auriol           | Guillotine          | 24.05.1950 | Poitiers           | Le 1er mai 1948, viole et étrangle Léopoldine David à Saint-Maixent avec son beau-frère. |
| Louis Balin            | Vincent Auriol           | Guillotine          | 24.05.1950 | Poitiers           | Le 28 novembre 1948, tue à la barre à mine Marguerite Boutet à la Croix du Bourd pour la voler. |
| Emile Berthet          | Vincent Auriol           | Guillotine          | 09.05.1950 | Paris              | Le 20 décembre 1945, il fait étrangler sa belle-soeur par Jimmy Conte, qu'il abat le 29 décembre afin de ne pas être dénoncé. |
| Maurice Bey            | Vincent Auriol           | Peloton d'exécution | 05.05.1950 | ?                  | Se rend coupable d'inteligence avec l'ennemi, agent de la Gestapo. |
| Ben Moussa             | Vincent Auriol           | Guillotine          | 14.04.1950 | Marseille          | Le 22 juin 1947, tue à coup de marteau Rafaëlla Sorrentino à Ajaccio pour lui voler 60.000 francs et des bijoux. |
| Mohamed Chabani        | Vincent Auriol           | Guillotine          | 14.04.1950 | Marseille          | Le 22 juin 1947, tue à coup de marteau Rafaëlla Sorrentino à Ajaccio pour lui voler 60.000 francs et des bijoux. |
| Mahmoud Tighermine     | Vincent Auriol           | Guillotine          | 15.03.1950 | Riom               | Le 24 décembre 1948, assassine les époux Cassagnes, à Saint-Sauves; déjà condamné à mort il avait réussi à s'évader. |
| Eugène Bozec           | Vincent Auriol           | Guillotine          | 24.02.1950 | Saint-Brieuc       | Le 19 novembre 1948, à Saint-Clet, étrangle Madame Thérezier, il récidive à Ploezal en égorgeant Madame Bothorel. |
| Henri Couture          | Vincent Auriol           | Guillotine          | 22.02.1950 | Douai              | Le 12 septembre 1948, assassine Danielle Duriez, à Boussois; après l'avoir violée il la jeta vivante dans la Sambre. |
| Maurice Van Landuyt    | Vincent Auriol           | Guillotine          | 21.02.1950 | Beauvais           | Le 10 juillet 1948, pousse son frère à tuer sa femme, afin qu'elle ne les dénonce pas d'un crime commis en Belgique en 1942. |
| Robert Maricot         | Vincent Auriol           | Guillotine          | 25.01.1950 | Belley             | Le 5 juin 1947, tue à coup de massette Madame Richebourg, châtelaine de Pisseloup, pour la voler. |
| Antoine Jacquetant     | Vincent Auriol           | Guillotine          | 10.01.1950 | Lyon               | Le 29 septembre 1947, étrangle Isidore Canyasse, 9 ans, après l'avoir violé. Il avait déjà abattu un résistant en 1944. |
| Jacques Desoubrie      | Vincent Auriol           | Peloton d'exécution | 20.12.1949 | Arcueil            | Il se rend coupable d'inteligence avec l'ennemi, agent de l'Abwehr, dénonce un millier de personnes dont 168 aviateurs anglais. |
| Gaston Becker          | Vincent Auriol           | Guillotine          | 13.12.1949 | Paris              | Le 3 septembre 1946, abat Monsieur Morlet et ligote sa femme, tenancier et tenancière de café à Ormesson. |
| Elie Vève              | Vincent Auriol           | Guillotine          | 01.12.1949 | Béziers            | Le 25 août 1948, tend un guet-apens au docteur Marius Bonneton pour le voler, puis le noie dans l'étang de Thau. |
| René Fournial          | Vincent Auriol           | Guillotine          | 01.12.1949 | Béziers            | Le 25 août 1948, tend un guet-apens au docteur Marius Bonneton pour le voler, puis le noie dans l'étang de Thau. |
| André Diner            | Vincent Auriol           | Guillotine          | 29.11.1949 | Le Mans            | Le 24 mai 1948, tente assassiner un gardien de prison, Monsieur Ledoux pour s'évader le laissant gravement handicapé. |
| Oreste Brillado        | Vincent Auriol           | Guillotine          | 10.11.1949 | Marseille          | Le 11 juin 1947, tue lors d'un cambriolage Thérèse Grumberg rue de Rome à Marseille, afin de voler la recette du magasin. |
| Eugène Moricard        | Vincent Auriol           | Guillotine          | 08.11.1949 | Auxerre            | Le 31 décembre 1946, tue son oncle, Ernest Doudot à coups de maillet, qui l'avait fait héritier unique quinze jours auparavant. |
| Henri Bonnin           | Vincent Auriol           | Guillotine          | 24.10.1949 | Poitiers           | Le 18 novembre 1946, renverse Madame Charpentier, tente de la violer, la poignarde, puis lui fracasse le crâne. |
| Georges Blondey        | Vincent Auriol           | Guillotine          | 21.10.1949 | Lons-le-Saunier    | Le 7 juillet 1948, empoisonne son père, tue un voisin en tentant d'empoisonner le domestique qui le soupçonnait du meurtre. |
| Said Mohamed           | Vincent Auriol           | Guillotine          | 30.07.1949 | Vesoul             | Le 10 juin 1948, tue à coup de pierre un passant, Auguste Bernhard, à Belfort, pour le voler. |
| Lucien Lejeune         | Vincent Auriol           | Guillotine          | 29.07.1949 | Rethel             | Le 15 septembre 1948, abat à Charleville-Mézières Charles Martin, chauffeur de taxi pour lui voler 23.000 francs et sa Peugeot |
| Francisco Guttierez    | Vincent Auriol           | Guillotine          | 12.07.1949 | Foix               | Le 10 janvier 1949, tue à coups de marteau son patron, Monsieur Fouet à Lavelanet afin de lui dérober 200.000 francs. |
| Friedrich Ohnimus      | Vincent Auriol           | Guillotine          | 08.07.1949 | Colmar             | Le 18 novembre 1946, tue à Marseille Madame Daigre, récidive le 7 décembre à Mulhouse où il assassine les époux Meyer. |
| Ahmed Roumani          | Vincent Auriol           | Guillotine          | 17.05.1949 | Caen               | Le 24 juin 1947, égorge viole et vole Camille Julien, tenancière du Bar Falaisien à Caen. |
| Roger Jouart           | Vincent Auriol           | Guillotine          | 28.04.1949 | Rethel             | Le 9 mars 1948, tue à coups de bûches Marcel Devis, puis jette son corps dans la Meuse afin de lui voler 40 francs. |
| Germaine Godefroy      | Vincent Auriol           | Guillotine          | 21.04.1949 | Angers             | Le 10 décembre 1947, tue à Baugé son mari, Albert Leloy afin de refaire sa vie avec son amant. |
| Jean Mamy              | Vincent Auriol           | Peloton d'exécution | 29.03.1949 | Arcueil            | Il se rend coupable de collaboration, acteur, il collabore activement avec la Gestapo et permet de nombreuses arrestations. |
| Emile Maçon            | Vincent Auriol           | Guillotine          | 29.03.1949 | Bordeaux           | Le 19 septembre 1946, tue à Luchay le chauffeur de taxi Mur, récidive le 22 dans le Gers ou il tue le chauffeur Caumont. |
| Marcel Heriard         | Vincent Auriol           | Guillotine          | 29.03.1949 | Bordeaux           | Le 23 décembre 1946, assassine les époux Villiers à Donnezac pour les voler. |
| Herman Barden          | Vincent Auriol           | Guillotine          | 23.03.1949 | Douai              | Le 9 avril 1948, à Denain, fracasse le crâne à coup de barre de fer de Madame Lecat à qui il devait de l'argent. |
| René Le Louarn         | Vincent Auriol           | Guillotine          | 15.02.1949 | Saint-Brieuc       | Le 24 avril 1944, étrangle Paulette Besret, 13 ans dans le clôcher d'une église. |
| Robert Alesch          | Vincent Auriol           | Peloton d'exécution | 25.01.1949 | Arcueil            | Il se rend coupable de collaboration, prêtre luxembourgeois, agent double de l'Abwehr, dénonce des dizaines de résistants. |
| Jaime Arbesus          | Vincent Auriol           | Guillotine          | 20.01.1949 | Caen               | Le 7 décembre 1944, abat Robert Tessier et Jeanne Sorbet, fermiers pour les voler. |
| Jan Kwiatkowski        | Vincent Auriol           | Guillotine          | 17.12.1948 | Reims              | Le 13 avril 1946, tue le chauffeur de taxi Julien Galland pour lui voler 12.000 francs et sa voiture. |
| Czeslaw Zajackowski    | Vincent Auriol           | Guillotine          | 17.12.1948 | Reims              | Le 13 avril 1946, tue le chauffeur de taxi Julien Galland pour lui voler 12.000 francs et sa voiture. |
| Georges Rey            | Vincent Auriol           | Guillotine          | 14.12.1948 | Privas             | Il tua d'un coup de crosse Louis Monnier, afin de lui dérober 200 francs, puis mit le feu à sa maison pour effacer les traces. |
| Joseph Prince          | Vincent Auriol           | Guillotine          | 16.11.1948 | Béziers            | Le 7 juillet 1947, tue à coups de crosse son oncle, monsieur Archimbaud pour lui voler 55.000 francs. |
| Henri Lencuentro       | Vincent Auriol           | Guillotine          | 16.11.1948 | Béziers            | Le 8 décembre 1947, tue à coups de carrelet sur la nuque le marchand de chevaux Marius Ravaille à Servian. |
| Jean-Baptiste Baudain  | Vincent Auriol           | Guillotine          | 22.10.1948 | Coutances          | Le 27 octobre 1947, tue les époux Josset avec une cordelette afin de leur voler 300 francs et de l'alcool. |
| Robert Thorin          | Vincent Auriol           | Guillotine          | 13.10.1948 | Laon               | Le 7 avril 1947, blesse grièvement un couple de fermiers, laissant l'homme complètement invalide, puis tue leur fille. |
| Albert Provence        | Vincent Auriol           | Guillotine          | 08.10.1948 | Moulins            | Le 10 décembre 1947, tue les époux Michon pour leur voler 30.000 francs, Madame Michon succombe le 26 décembre. |
| Piotr Piskorski        | Vincent Auriol           | Guillotine          | 24.08.1948 | Rouen              | Le 25 septembre 1947, tue au Havre à coup de barre de fer Madame Lesczynska et sa nièce de 8 ans Albina. |
| Khouyya ben Assou      | Vincent Auriol           | Guillotine          | 01.07.1948 | Saint-Mihiel       | Le 25 novembre 1945, enlève Arsène Leroy, 18 ans à Montigny-lès-Metz, son complice le viole puis l'étrangle sous sa surveillance.                                                                                                   |
| Charles Rigaud         | Vincent Auriol           | Peloton d'exécution | 28.06.1948 | Riom               | Le 23 octobre 1943, abat dans un restaurant Lucien Bonhomme qui lui reprochait son appartenance à la Gestapo. |
| Yves Brancard          | Vincent Auriol           | Guillotine          | 10.06.1948 | Saint-Denis        | |
| André Darby            | Vincent Auriol           | Guillotine          | 10.06.1948 | Saint-Denis        | |
| Roger Calame           | Vincent Auriol           | Peloton d'exécution | 08.06.1948 | Arcueil            | Il se rend coupable d'actes de collaboration, et d’intelligence avec l'ennemi, en ayant notamment travaillé pour la Gestapo. |
| Geneviève Calame       | Vincent Auriol           | Peloton d'exécution | 08.06.1948 | Arcueil            | Il se rend coupable d'actes de collaboration, et d’intelligence avec l'ennemi, en ayant notamment travaillé pour la Gestapo. |
| André Bloy             | Vincent Auriol           | Guillotine          | 27.05.1948 | Nice               | Le 21 février 1947, à Pégomas, abat Robert Deveaux, et blesse grièvement son épouse après les avoir attirés dans un piège. |
| Agostino Fabbri        | Vincent Auriol           | Guillotine          | 25.05.1948 | Draguignan         | Le 8 janvier 1947, assassine à Saint-Anne d'Evenos les époux Martin, anciens employeurs de Tesconi. |
| Gioachinno Merono      | Vincent Auriol           | Guillotine          | 25.05.1948 | Draguignan         | Le 8 janvier 1947, assassine à Saint-Anne d'Evenos les époux Martin, anciens employeurs de Tesconi. |
| Carlo Tesconi          | Vincent Auriol           | Guillotine          | 25.05.1948 | Draguignan         | Le 8 janvier 1947, assassine à Saint-Anne d'Evenos les époux Martin ses anciens employeurs. |
| Marcel Guerbadot       | Vincent Auriol           | Guillotine          | 12.05.1948 | Arras              | Le 13 avril 1947, abat à Offekerque un fermier, Monsieur Landry pour le voler, récidive le 28 en abattant les époux Bourelle. |
| Eugène Pfeiffer        | Vincent Auriol           | Guillotine          | 11.05.1948 | Douai              | Le 25 décembre 1946, assassine à coups de maillet Madame Fauquembert pour lui voler 40 francs. |
| Maurice Thierry        | Vincent Auriol           | Guillotine          | 05.05.1948 | Paris              | Le 12 février 1946, assassine sa tante en l'étranglant avec un fil électrique pour lui voler 7500 francs. |
| Marius Rodeillat       | Vincent Auriol           | Guillotine          | 27.04.1948 | Nîmes              | Le 24 décembre 1945, abat Fernand Sallies, sa femme Irma, son fils René et leur fille Marie-Claire puis les égorgent. |
| Lan Nguyen Van         | Vincent Auriol           | Guillotine          | 27.04.1948 | Nîmes              | Le 27 novembre 1947, abat le chauffeur de taxi Alphonse Chauvet à Méjannes-le-Clap pour le voler. |
| Lao Pham Van           | Vincent Auriol           | Guillotine          | 27.04.1948 | Nîmes              | Le 27 novembre 1947, abat le chauffeur de taxi Alphonse Chauvet à Méjannes-le-Clap pour le voler. |
| José Munoz             | Vincent Auriol           | Guillotine          | 23.04.1948 | Tarbes             | Le 22 décembre 1945, poignarde Pierre Sost, égorge Joaquin Rick et Jean Ribes à Créchets-en-Barousse. |
| Emile Javelot          | Vincent Auriol           | Guillotine          | 21.04.1948 | Auch               | Le 20 décembre 1946, pend Françoise Mendousse après l'avoir préalablement assommée avec un gourdin à Ordan-Laroque. |
| Léon Javelot           | Vincent Auriol           | Guillotine          | 21.04.1948 | Auch               | Le 20 décembre 1946, pend Françoise Mendousse après l'avoir préalablement assommée avec un gourdin à Ordan-Laroque. |
| Jean Bassompierre      | Vincent Auriol           | Peloton d'exécution | 20.04.1948 | Arcueil            | Il se rend coupable de collaboration, membre de la L.V.F, de la Milice et de la Waffen SS. |
| Ludovic Gerbi          | Vincent Auriol           | Guillotine          | 12.03.1948 | Draguignan         | Le 18 décembre 1945, tue à coup de pilon Damien Lions et sa fille Marie Soudan pour leur voler 58.000 francs. |
| Louis Rochette         | Vincent Auriol           | Guillotine          | 09.03.1948 | Mende              | Le 29 mars 1946, abat d'une rafale de mitraillette l'ingénieur Henri Mattras pour le voler à Saint-André de Capcèze. |
| Chérif Bachir          | Vincent Auriol           | Guillotine          | 06.03.1948 | Orléans            | Le 11 janvier 1946, égorge à Pithiviers le Vieil Blanche Durand, et ses deux domestiques, Adrien Boulmier et Abel Mariel. |
| Hocine Guétal          | Vincent Auriol           | Guillotine          | 06.03.1948 | Orléans            | Le 11 janvier 1946, égorge à Pithiviers le Vieil Blanche Durand, et ses deux domestiques, Adrien Boulmier et Abel Mariel. |
| Akli Belkout           | Vincent Auriol           | Guillotine          | 06.03.1948 | Orléans            | Le 11 janvier 1946, égorge à Pithiviers le Vieil Blanche Durand, et ses deux domestiques, Adrien Boulmier et Abel Mariel. |
| Michal Safka           | Vincent Auriol           | Guillotine          | 04.03.1948 | Metz               | Le 14 août 1946, abat Michel Stojko et après avoir lesté le corps le jette dans une rivière. |
| Bernard Mouret         | Vincent Auriol           | Guillotine          | 20.02.1948 | Paris              | Le 30 novembre 1945, après avoir commis un cambriolage, abat Jean Dupoix et Roger Lesauce, policiers venus l'arrêter. |
| Wladislaw Doroszewski  | Vincent Auriol           | Guillotine          | 12.02.1948 | Châlon-sur-Saône   | Le 5 mai 1947, assomme son employeur Pierre Tuloup, pour lui voler 500 francs, une montre et un revolver. |
| Antonio Allonzo        | Vincent Auriol           | Guillotine          | 10.02.1948 | Montbrison         | Le 5 décembre 1944, assassine à la fourche les époux Vallat à Marols pour les voler. La femme succomba dix jours plus tard. |
| Luis Turreau           | Vincent Auriol           | Guillotine          | 10.02.1948 | Montbrison         | Le 5 décembre 1944, assassine à la fourche les époux Vallat à Marols pour les voler. La femme succomba dix jours plus tard. |
| Mohammed Bekkouche     | Vincent Auriol           | Guillotine          | 05.02.1948 | Nîmes              | Le 20 janvier 1946, abat avec un complice Madame Bonnidan, son fils et une voisine afin de voler 34.000 francs. |
| Michel Pérez           | Vincent Auriol           | Guillotine          | 03.02.1948 | Foix               | Le 5 septembre 1946, braque et abat les époux Jauze à Aynat, la femme succombera dans les jours suivants. |
| Julian Prieto          | Vincent Auriol           | Guillotine          | 31.01.1948 | Tarbes             | Le 22 décembre 1945, poignarde Pierre Sost, égorge Joaquin Rick et Jean Ribes à Créchets-en-Barousse. |
| José Bernal            | Vincent Auriol           | Guillotine          | 31.01.1948 | Tarbes             | Le 22 décembre 1945, poignarde Pierre Sost, égorge Joaquin Rick et Jean Ribes à Créchets-en-Barousse. |
| Marcel Arnoult         | Vincent Auriol           | Guillotine          | 29.01.1948 | Tours              | Le 27 mars 1945, il brûla vifs dans leur sommeil ses trois enfants pour recommencer sa vie avec sa maîtresse. |
| Louis Vidalie          | Vincent Auriol           | Guillotine          | 17.01.1948 | Limoges            | Le 22 novembre 1946, tue Jean-Baptiste Gaucher à Allasac, chauffeur de taxi pour le voler. |
| Marius Andrieu         | Vincent Auriol           | Guillotine          | 15.01.1948 | Agen               | Il tue à coups de hache Monsieur Albareil, Bourzon et Roux, tous trois propriétaires terriens. |
| Elhadi Bendib          | Vincent Auriol           | Guillotine          | 13.01.1948 | Toulouse           | Le 30 mai 1946, égorge Makhlouf Mékidech à Portet-sur-Garonne pour lui voler 3000 francs et 800 tickets de rationnement. |
| Messaoud Bennour       | Vincent Auriol           | Guillotine          | 13.01.1948 | Toulouse           | Le 30 mai 1946, égorge Makhlouf Mékidech à Portet-sur-Garonne pour lui voler 3000 francs et 800 tickets de rationnement. |
| Raoul d'Hyon           | Vincent Auriol           | Guillotine          | 10.01.1948 | Béziers            | Le 28 mai 1946, massacre la famille Gouze, les époux et leurs deux enfants, en prétendant punir un collaborateur. |
| François Sampietri     | Vincent Auriol           | Guillotine          | 23.12.1947 | Riom               | Le 6 août 1946, abat Monsieur Anglaret, chauffeur de taxi à Clermont-Ferrand, afin de lui voler 100.000 francs. |
| Henri Biais            | Vincent Auriol           | Guillotine          | 18.12.1947 | Angers             | Le 3 mai 1946, à Rochefort-sur-Loire, abat Pierre Dabat, marchand forain, pour lui voler 600.000 francs sans toutefois y parvenir.                                                                                                  |
| Joseph Lasquellec      | Vincent Auriol           | Guillotine          | 16.12.1947 | Nantes             | Le 14 avril 1946, abat à Donges un cultivateur, Etienne Hémery puis jette le corps dans un puits. |
| Lucienne Fournier      | Vincent Auriol           | Guillotine          | 11.12.1947 | Melun              | Le 2 mars 1946, fit jeter d'un pont son mari, Paul Thioux, à Ussy-sur-Marne dans le but d'hériter plus rapidement. |
| Alexandre Marie        | Vincent Auriol           | Guillotine          | 28.10.1947 | Caen               | Le 3 novembre 1946, viole puis étouffe Georgette Madeleine, 16 ans, sa belle-sœur qui se refusait à lui. |
| Gilbert Tranchard      | Vincent Auriol           | Guillotine          | 25.10.1947 | Le Mans            | Le 13 janvier 1945, à Masles, poignarde son complice, Monsieur Dakopoulos, récidive le 24 avril en étranglant une septuagénaire. |
| Maurice Hérault        | Vincent Auriol           | Guillotine          | 09.10.1947 | Arras              | Le 26 juillet 1946, à Nortkerque abat son ancien employeur qui l'avait congédié au sortir de la guerre. |
| Georges Delfanne       | Vincent Auriol           | Peloton d'exécution | 01.10.1947 | Arcueil            | Il se rend coupable de collaboration, d'intelligence avec l'ennemi, est membre de la Gestapo. |
| Bernard Fallot         | Vincent Auriol           | Peloton d'exécution | 01.10.1947 | Arcueil            | Il se rend coupable de collaboration, d'intelligence avec l'ennemi, est membre de la Gestapo. |
| Jean-Marie Le Flanchec | Vincent Auriol           | Guillotine          | 04.09.1947 | Bordeaux           | Le 20 avril 1946, étrangle à Bordeaux Madame Antoine, veuve et rentière afin de lui voler 420 francs. |
| Alexander Joseph       | Vincent Auriol           | Guillotine          | 27.08.1947 | Pointe-à-Pitre     | |
| Anselme Schuler        | Vincent Auriol           | Guillotine          | 02.08.1947 | Metz               | Le 19 juillet 1946, abat un chauffeur de taxi, Monsieur Marcuola pour le voler. |
| René Andrès            | Vincent Auriol           | Guillotine          | 26.07.1947 | Saintes            | Le 20 mars 1946, assassine à coup de marteau les époux Jeannaux et leur domestique pour leur voler 2000 francs. |
| Albert Derré           | Vincent Auriol           | Guillotine          | 25.07.1947 | Angers             | Le 31 juillet 1945, assassine à coup de barre de fer Omer Fourchereau, cordonnier pour lui voler du tabac et de la monnaie. |
| Georges Radici         | Vincent Auriol           | Peloton d'exécution | 24.07.1947 | Arcueil            | Il se rend coupable d'intelligence avec l'ennemi de par son appartenance à la Milice ainsi qu'a la Waffen SS. |
| Jean Reynaudon         | Vincent Auriol           | Peloton d'exécution | 19.07.1947 | Caluire-et-Cuire   | Il se rend coupable de collaboration, d’intelligence avec l'ennemi de par son appartenance à la Milice. |
| Constant Luzeau        | Vincent Auriol           | Guillotine          | 17.07.1947 | Auxerre            | Le 19 novembre 1943, abat à Treigny les époux Bouvard, avec qui Luzeau commerçait au marché noir. |
| Henri Pelletier        | Vincent Auriol           | Guillotine          | 05.07.1947 | Alençon            | Le 19 janvier 1946, assassine à coup de serpe Emile Trichet à Saint-Agnan-sur-Erre pour le voler. |
| Charles Grenier        | Vincent Auriol           | Guillotine          | 04.07.1947 | Evreux             | Le 31 octobre 1945, tue son ex-femme Pauline et sa fille de 20ans Christiane, chacune d'un coup de fusil au visage. |
| Guillaume Quillerou    | Vincent Auriol           | Guillotine          | 03.07.1947 | Rouen              | Le 30 janvier 1946, assassine un chauffeur de taxi, Etienne Fernand pour lui voler son portefeuille et sa voiture. |
| Roger Pelleman         | Vincent Auriol           | Guillotine          | 28.06.1947 | Melun              | Le 8 novembre 1946, tue à Meaux un mécanicien pour le voler, récidive le 1er février 1946 en assassinant un couple de fermiers. |
| Mohamed Ben Salah      | Vincent Auriol           | Guillotine          | 25.06.1947 | Paris              | Le 5 septembre 1945, tue avenue Gambetta Marie Raubert d'un coup de couteau en pleine poitrine pour la voler. |
| Lucien Jacquet         | Vincent Auriol           | Guillotine          | 19.06.1947 | Limoges            | Le 10 février 1944, abat Jean Moreau, à Isle en attaquant sa ferme de nuit. |
| Jean Jacquet           | Vincent Auriol           | Guillotine          | 19.06.1947 | Limoges            | Le 10 février 1944, abat Jean Moreau, à Isle en attaquant sa ferme de nuit. |
| Max Knipping           | Vincent Auriol           | Peloton d'exécution | 18.06.1947 | Arcueil            | Il se rend coupable d’intelligence avec l'ennemi, chef milicien, commanditaire de l’assassinat de Georges Mandel en 1944. |
| René Discazeaux        | Vincent Auriol           | Guillotine          | 17.06.1947 | Mont-de-Marsan     | Le 15 juin 1945, incite un adolescent à assassiner un gendarme avec lequel il était en conflit. |
| Albert Brunet          | Vincent Auriol           | Guillotine          | 11.06.1947 | Paris              | Le 15 novembre 1945, abat boulevard de la Chapelle un policier après le braquage d'un cinéma. |
| Alain De Sigoyer       | Vincent Auriol           | Guillotine          | 11.06.1947 | Paris              | Le 28 mars 1944, étrangle sa femme boulevard de Bercy, il est dénoncé par le mère de cette dernière. |
| Jean Pierre Mourer     | Vincent Auriol           | Peloton d'exécution | 10.06.1947 | Mulhouse           | Il se rend coupable de collaboration, devient Kreisleiter de Mulhouse sous l'occupation. |
| Rodriguez Alfonsa      | Vincent Auriol           | Guillotine          | 16.04.1947 | Bourges            | Le 15 août 1944, tue un couple de fermiers parce qu'ils lui ont vendu 1/2 litre de lait et non 1 litre. |
| Fernand De Brinon      | Vincent Auriol           | Peloton d'exécution | 15.04.1947 | Arcueil            | Il se rend coupable de trahison, d’intelligence avec l’ennemi pour sa collaboration avec le Troisième Reich. |
| Marcel Gombert         | Vincent Auriol           | Peloton d'exécution | 15.04.1947 | ?                  | Il se rend coupable de collaboration, d'intelligence avec l'ennemi, membre de la Milice. |
| Jean Baptiste Raffault | Vincent Auriol           | Peloton d'exécution | 30.01.1947 | Bourges            | Le 16 mai 1946, tue sa mère de 69 ans pour lui voler de la monnaie, des billets et du linge. |
| Mohamed Ben Ali        | Léon Blum                | Peloton d'exécution | 18.12.1946 | Agen               | Le 23 décembre 1945, tue les époux Rhodes à Gourdon à coups de hache après les avoir torturés; ainsi que leur fils. |
| Amar Ben Hacine        | Léon Blum                | Peloton d'exécution | 18.12.1946 | Agen               | Le 23 décembre 1945, tue les époux Rhodes à Gourdon à coups de hache après les avoir torturés; ainsi que leur fils. |
| Rahar Dadjouche        | Léon Blum                | Peloton d'exécution | 18.12.1946 | Agen               | Le 23 décembre 1945, tue les époux Rhodes à Gourdon à coups de hache après les avoir torturés; ainsi que leur fils. |
| André Geny             | Léon Blum                | Peloton d'exécution | 17.12.1946 | Epinal             | Le 14 octobre 1945, tue à Dombrot-le-Sec ses grands-parents à coups de serpe. |
| Henri Audinet          | Léon Blum                | Guillotine          | 17.12.1946 | Paris              | Le 13 octobre 1944, tue à Enghein le couple Deville pour leur voler 3 800 francs. |
| Albert Schrodi         | Georges Bidault          | Peloton d'exécution | 14.12.1946 | Dijon              | |
| Franklin Cappel        | Georges Bidault          | Peloton d'exécution | 13.12.1946 | Arras              | Le 20 décembre 1945, assassine sa patronne, Marie Leblanc, enterre le corps le long d'un chemin et pille sa maison. |
| Joseph Lécussan        | Georges Bidault          | Peloton d'exécution | 13.12.1946 | Caluire-et-Cuire   | Il se rend coupable de collaboration, de trahison, Milicien impliqué dans l'exécution de Victor et d'Hélène Basch. |
| Michel Roblès          | Georges Bidault          | Guillotine          | 12.12.1946 | Paris              | Le 24 octobre 1942, rue des Abbesses, tue Gabrielle Fauvet, épouse d'un co-détenu pour lui voler 60.000 francs. |
| Alexis Ducasse         | Georges Bidault          | Peloton d'exécution | 10.12.1946 | Mont-de-Marsan     | Le 30 décembre 1945, à Yzosse, tue de cinq coups de hache Emma Darregert pour la voler. |
| Jean Chérifert         | Georges Bidault          | Peloton d'exécution | 27.11.1946 | Périgueux          | Le 20 janvier 1946, fracasse le crâne de sa patronne, Madame Desplanches, qui lui refusait une augmentation. |
| Marcel Benset          | Georges Bidault          | Peloton d'exécution | 14.09.1946 | Petit-Couronne     | Le 29 novembre 1943, assassine la mère de son amante qui menaçait de révéler à son mari leur relation. |
| Edouard Girard         | Georges Bidault          | Peloton d'exécution | 11.09.1946 | Orléans            | Le 27 mai 1944, tue sa mère, qui refusait de lui donner de l'argent, il vole 12.000 francs qu'il dépense en alcool. |
| Jean Multon            | Georges Bidault          | Peloton d'exécution | 10.09.1946 | Arcueil            | Il se rend coupable d'intelligence avec l'ennemi, résistant transfuge il devient membre du SIPO-SD de Marseille. |
| Jean Schmitt           | Georges Bidault          | Peloton d'exécution | 28.08.1946 | Limoges            | Le 13 février 1945, tue Marguerite Berthé à coups de serpe pour lui voler 1.000 francs. |
| André Choulant         | Georges Bidault          | Peloton d'exécution | 27.08.1946 | Petit-Couronne     | Le 30 août 1945, étrangle dans son sommeil Lucien Lepelletier, rapartié de guerre et mari de son amante. |
| Antoine David          | Georges Bidault          | Peloton d'exécution | 26.08.1946 | Marseille          | Le 30 janvier 1944, à Martigues, assomme sa femme, bien que vivante il la décapite à la hache et la jette dans le Rhône. |
| Bernard Jardin         | Georges Bidault          | Peloton d'exécution | 17.08.1946 | Alençon            | Il se rend coupable de collaboration, d'intelligence avec l'ennemi, participe activement à la traque des résistants. |
| Marcel Buat            | Georges Bidault          | Peloton d'exécution | 12.08.1946 | Versailles         | Il se rend coupable de collaboration, de trahison et d’intelligence avec l'ennemi, membre de la Gestapo. |
| ? 'Jourdan"            | Georges Bidault          | Peloton d'exécution | 13.07.1946 | Arcueil            | Il se rend coupable de trahison, intelligence avec l'ennemi notamment par son appartenance à la Gestapo. |
| ? "Ganioles"           | Georges Bidault          | Peloton d'exécution | 24.06.1946 | Arcueil            | Il se rend coupable de trahison, intelligence avec l'ennemi notamment par son appartenance à la Gestapo. |
| Louis Nail             | Félix Gouin              | Peloton d'exécution | 19.06.1946 | Le Mans            | Le 21 avril 1945, tue Pierre Bressin, retraité qu'il tue avec un rouleau pour voiture puis vole. |
| Pierre Paoli           | Félix Gouin              | Peloton d'exécution | 15.06.1946 | Bourges            | Il se rend coupable de collaboration, intelligence avec l'ennemi et trahison, français officier SS, membre de la Gestapo. |
| Roger Mathe            | Félix Gouin              | Peloton d'exécution | 29.05.1946 | Foix               | Le 25 décembre 1945, à Pamiers, tue Madame Gayraud patronne de sa grand-mère et cette dernière, puis il brûle la maison. |
| Marcel Petiot          | Félix Gouin              | Guillotine          | 25.05.1946 | Paris              | Le 2 janvier 1942, tue son voisin juif en l’empoisonnant. Il récidivera 26 fois au cours de la guerre. |
| Ernest Thomas          | Félix Gouin              | Peloton d'exécution | 30.03.1946 | Petit-Couronne     | Le 22 août 1944, vêtu d'un uniforme de la Wehrmacht, il attaque une ferme, tue le fermier et blesse sa femme. |
| Gaston Hamel           | Félix Gouin              | Peloton d'exécution | 30.03.1946 | Saint-Nicolas      | Le 31 janvier 1942, à Varouville, tue Léonie Anquetil pour lui voler 10.000 francs. |
| François Sidos         | Félix Gouin              | Peloton d'exécution | 28.03.1946 | La Rochelle        | Il se rend coupable de collaboration, d'intelligence avec l'ennemi, haut responsable de la Milice. |
| Marcel Bucard          | Félix Gouin              | Peloton d'exécution | 19.03.1946 | Fontenay-aux-Roses | Il se rend coupable d'actes de collaboration, fondateur du Mouvement Franciste. |
| Francis André          | Félix Gouin              | Peloton d'exécution | 09.03.1946 | Lyon               | Il se rend coupable de collaboration, Milicien membre du P.P.F et de la Gestapo Lyonnaise, auxiliaire de Klaus Barbie. |
| Jean Luchaire          | Félix Gouin              | Peloton d'exécution | 22.02.1946 | Fontenay-aux-Roses | Il se rend coupable d'actes de collaboration; il est à la tête du journal collaborationniste "Les Nouveaux Temps" notamment. |
| Sandor Szabo           | Félix Gouin              | Peloton d'exécution | 13.02.1946 | Laon               | Le 10 juin 1944, il tue les époux Zaigle avec un hachoir car ils refusaient de l'embaucher, il vole par ailleurs 153.000 francs. |
| Gaston Barrachin       | Charles de Gaulle        | Peloton d'exécution | 19.01.1946 | Arcueil            | Il se rend coupable de collaboration, Commissaire Parisien, instigateur de multiples arrestations et déportations. |
| Salah Belgacem         | Charles de Gaulle        | Guillotine          | 06.12.1945 | Saint-Laurent      | Le 31 mars 1934, tue son père d'un coup de revolver dans le dos pour refaire sa vie avec la dernière épouse de ce dernier. |
| Joseph Eliès           | Charles de Gaulle        | Peloton d'exécution | 17.11.1945 | Quimper            | Le 7 avril 1944, tue à coup de hache Madame Brest à Quimper pour la voler. |
| Guy Eclache            | Charles de Gaulle        | Peloton d'exécution | 20.10.1945 | Grenoble           | Il se rend coupable de collaboration, policier Grenoblois, membre de la SS, qualifier "d'homme au 200 crimes". |
| Pierre Laval           | Charles de Gaulle        | Peloton d'exécution | 15.10.1945 | Fresnes            | Il se rend coupable par ses actions durant la guerre de collaboration et d’intelligence avec l'ennemi. |
| Jean-Hérold            | Charles de Gaulle        | Peloton d'exécution | 11.10.1945 | Fontenay-aux-Roses | Il se rend coupable d’intelligence avec l'ennemi, notamment de par son poste de propagandiste pro-allemand sur Radio Paris. |
| Joseph Darnand         | Charles de Gaulle        | Peloton d'exécution | 10.10.1945 | Fontenay-aux-Roses | Il se rend coupable de trahison, d’intelligence avec l’ennemi notamment pour son appartenance à la Milice et aux Waffen-SS. |
| Guy Vissault           | Charles de Gaulle        | Peloton d'exécution | 24.04.1945 | Paris              | S'est rendu coupable de collaboration, membre de la Gestapo, infiltrant et dénonçant les réseaux de résistance durant l'Occupation.                                                                                                 |
| Marcel Bonnerave       | Charles de Gaulle        | Peloton d'exécution | 11.09.1945 | Saint-Mihiel       | Le 24 juin 1944, assassine à Vassincourt Marguerite Baillot, ses deux filles Monique et Michelle, puis met le feu à la maison. |
| Henri-Jean Da Costa    | Charles de Gaulle        | Peloton d'exécution | 11.09.1945 | Saint-Mihiel       | Le 24 juin 1944, assassine à Vassincourt Marguerite Baillot, ses deux filles Monique et Michelle, puis met le feu à la maison. |
| Paul Ferdonnet         | Charles de Gaulle        | Peloton d'exécution | 04.08.1945 | Arcueil            | Il se rend coupable d'intelligence avec l'ennemi, journaliste, pro allemand, travaille notamment pour Radio Stuttgart. |
| Martial Villerel       | Charles de Gaulle        | Peloton d'exécution | 26.07.1945 | Caen               | Le 7 novembre 1943, poignarde puis étrangle Blanche Quentin, afin de lui voler 5000 francs, des bijoux et des vivres. |
| Roland Malbranhe       | Charles de Gaulle        | Peloton d'exécution | 26.07.1945 | Caen               | Le 7 novembre 1943, poignarde puis étrangle Blanche Quentin, afin de lui voler 5000 francs, des bijoux et des vivres. |
| Sébastien Scharetier   | Charles de Gaulle        | Peloton d'exécution | 12.07.1945 | Déols              | Le 17 novembre 1940, assassine à Saint-Plaisir Jean Aupetit, afin de lui voler quelques centaines de francs. |
| Eugène Pontonnier      | Charles de Gaulle        | Peloton d'exécution | 06.06.1945 | Le Mans            | Le 22 octobre 1943, assomme avec un gourdin la fille et la mère de son employeur avant de les étrangler. |
| Léo Collura            | Charles de Gaulle        | Peloton d'exécution | 12.05.1945 | Bastia             | |
| Joseph Walter          | Charles de Gaulle        | Peloton d'exécution | 08.05.1945 | Melun              | Le 22 novembre 1943, poignarde Aristide Zimmer, à Meaux pour lui voler 70 francs. |
| Lucien Rottée          | Charles de Gaulle        | Peloton d'exécution | 05.05.1945 | Arcueil            | Il se rend coupable de trahison, de collaboration, directeur des R.G, use sans retenue la torture. |
| Fernand David          | Charles de Gaulle        | Peloton d'exécution | 05.05.1945 | Arcueil            | Il se rend coupable de trahison, de collaboration, commissaire de police Parisien particulièrement zélé. |
| Auguste Pied           | Charles de Gaulle        | Peloton d'exécution | 17.02.1945 | Angers             | Le 30 octobre 1943, abat son épouse Yvonne et maquille le crime en un cambriolage, afin de refaire sa vie avec sa voisine. |
| Robert Brasillach      | Charles de Gaulle        | Peloton d'exécution | 06.02.1945 | Arcueil            | Il se rend coupable d'actes de collaboration durant la guerre, étant notamment rédacteur en chef de "Je suis partout." |
| Charles Delval         | Charles de Gaulle        | Peloton d'exécution | ??.02.1945 | Fresnes            | Il se rend coupable de trahison, intelligence avec l'ennemi notamment par son appartenance à la Gestapo. |
| Michel Jacquot         | Charles de Gaulle        | Peloton d'exécution | 26.01.1945 | Clermont-Ferrand   | Le 8 février 1943, est surpris par le veilleur de nuit alors qu'il cambriole un dépôt, il lui fracasse le crâne avec une pince. |
| Paul Chack             | Charles de Gaulle        | Peloton d'exécution | 09.01.1945 | Arcueil            | Il se rend coupable d'actes de collaboration et d’intelligence avec l'ennemi. |
| Albert Lejeune         | Charles de Gaulle        | Peloton d'exécution | 03.01.1945 | Marseille          | Il se rend coupable d'actes de collaboration, ayant activement participé aux politiques d'aryanisation de la société notamment. |
| ? "Clairé"             | Charles de Gaulle        | Peloton d'exécution | 27.12.1944 | Arcueil            | Il se rend coupable de trahison, intelligence avec l'ennemi notamment par son appartenance à la Gestapo. |
| ? "Haré"               | Charles de Gaulle        | Peloton d'exécution | 27.12.1944 | Arcueil            | Il se rend coupable de trahison, intelligence avec l'ennemi notamment par son appartenance à la Gestapo. |
| ? "Engel"              | Charles de Gaulle        | Peloton d'exécution | 27.12.1944 | Arcueil            | Il se rend coupable de trahison, intelligence avec l'ennemi notamment par son appartenance à la Gestapo. |
| Louis Pagnon           | Charles de Gaulle        | Peloton d'exécution | 27.12.1944 | Arcueil            | Il se rend coupable de trahison, intelligence avec l'ennemi notamment par son appartenance à la Gestapo. |
| Alexandre Villaplane   | Charles de Gaulle        | Peloton d'exécution | 27.12.1944 | Arcueil            | Il se rend coupable de trahison, intelligence avec l'ennemi notamment par son appartenance à la Gestapo. |
| Pierre Bonny           | Charles de Gaulle        | Peloton d'exécution | 26.12.1944 | Arcueil            | Il se rend coupable de trahison, intelligence avec l'ennemi notamment par son appartenance à la Gestapo. |
| Henri Lafont           | Charles de Gaulle        | Peloton d'exécution | 26.12.1944 | Arcueil            | Il se rend coupable de trahison, intelligence avec l'ennemi notamment par son appartenance à la Gestapo. |
| Fernand Clavier        | Charles de Gaulle        | Peloton d'exécution | 15.11.1944 | Le Mans            | Le 9 mai 1942, viole puis tue une fillette de 2 ans, Andrée Fourmont, à Marçon. |
| Georges Suarez         | Charles de Gaulle        | Peloton d'exécution | 09.11.1944 | Arceuil            | Il se rend coupable d'actes de collaboration, étant notamment l"éditeur du journal pro-allemand "Aujourd'hui". |
| Albert Debuschère      | Charles de Gaulle        | Peloton d'exécution | 10.10.1944 | Arras              | Le 8 décembre 1943, à Aire-sur-la-Lys, il poignarde une femme enceinte, Eliane Devay, parce qu'elle avait repoussé ses avances. |
| Auguste Levang         | Charles de Gaulle        | Peloton d'exécution | 06.10.1944 | Nancy              | Le 15 mai 1943, à Xousse, étrangle la mère de sa future compagne qui s'opposait à leur union. |
| Roger Dutruch          | Charles de Gaulle        | Peloton d'exécution | 28.09.1944 | Mende              | Il se rend coupable de collaboration, préfet de Lozère, commanditaire d'action militaire entraînant la mort de 69 résistants. |
| Henri Gonnet           | Charles de Gaulle        | Peloton d'exécution | 15.09.1944 | Lyon               | Il se rend coupable de collaboration, de trahison; Milicien impliqué dans l'exécution de Victor et d'Hélène Basch. |
| Raoul Dagostini        | Charles de Gaulle        | Peloton d'exécution | 11.09.1944 | Lyon               | Il se rend coupable de collaboration, d'intelligence avec l'ennemi, Milicien, membre de la L.V.F. |
| Maud Champetier        | Charles de Gaulle        | Peloton d'exécution | 11.09.1944 | Lyon               | Il se rend coupable de collaboration, d'intelligence avec l'ennemi, maîtresse du Milicien Raoul Dagostini. |
| "Dedieu"               | Charles de Gaulle        | Peloton d'exécution | 21.08.1944 | Toulouse           | Il se rend d'intelligence avec l'ennemi notamment par son appartenance à la Gestapo, membre du KDS de Toulouse. |
| "Carerra"              | Charles de Gaulle        | Peloton d'exécution | 21.08.1944 | Toulouse           | Il se rend d'intelligence avec l'ennemi notamment par son appartenance à la Gestapo, membre du KDS de Toulouse. |
| Georges Pujol          | Charles de Gaulle        | Peloton d'exécution | 21.08.1944 | Toulouse           | Il se rend d'intelligence avec l'ennemi notamment par son appartenance à la Gestapo, membre du KDS de Toulouse. |
| Fernand Varlet         | Philippe Pétain          | Peloton d'exécution | 29.07.1944 | Arras              | Le 28 juillet 1943, étouffe son fils avec son oreiller puis pend sa compagne Denise, seule témoin du crime. |
| François Grzasik       | Philippe Pétain          | Peloton d'exécution | 04.07.1944 | Beauvais           | Le 18 février 1943, trouve refuge chez un ami qui refuse de l'héberger, par conséquant, il lui défonce la crâne avec un marteau. |
| Emile Malle            | Philippe Pétain          | Peloton d'exécution | 16.06.1944 | Douai              | Le 13 juillet 1943, étrangle une mère, son fils et leur bonne pour les voler avant d'incendier la maison. |
| Florent Masson         | Philippe Pétain          | Peloton d'exécution | 16.06.1944 | Douai              | Le 13 juillet 1943, étrangle une mère, son fils et leur bonne pour les voler avant d'incendier la maison. |
| Léon Deplette          | Philippe Pétain          | Peloton d'exécution | 16.06.1944 | Douai              | Le 21 mai 1943, blesse grièvement trois personnes lors du cambriolage d'une maison à Villers-Pol. |
| Lucien Arrufat         | Philippe Pétain          | Peloton d'exécution | 02.06.1944 | Suresnes           | Il est accusé par les autorités de résistance, considéré comme un terroriste. |
| Jean Bosc              | Philippe Pétain          | Peloton d'exécution | 02.06.1944 | Suresnes           | Il est accusé par les autorités de résistance, considéré comme un terroriste. |
| Jean Calvet            | Philippe Pétain          | Peloton d'exécution | 02.06.1944 | Suresnes           | Il est accusé par les autorités de résistance, considéré comme un terroriste. |
| Victor Delannoy        | Philippe Pétain          | Peloton d'exécution | 02.06.1944 | Suresnes           | Il est accusé par les autorités de résistance, considéré comme un terroriste. |
| Robert Duffour         | Philippe Pétain          | Peloton d'exécution | 02.06.1944 | Suresnes           | Il est accusé par les autorités de résistance, considéré comme un terroriste. |
| Jack Graf              | Philippe Pétain          | Peloton d'exécution | 02.06.1944 | Suresnes           | Il est accusé par les autorités de résistance, considéré comme un terroriste. |
| Jules Larose           | Philippe Pétain          | Peloton d'exécution | 02.06.1944 | Suresnes           | Il est accusé par les autorités de résistance, considéré comme un terroriste. |
| Victor Marquigny       | Philippe Pétain          | Peloton d'exécution | 02.06.1944 | Suresnes           | Il est accusé par les autorités de résistance, considéré comme un terroriste. |
| Antoine Meghzi         | Philippe Pétain          | Peloton d'exécution | 02.06.1944 | Suresnes           | Il est accusé par les autorités de résistance, considéré comme un terroriste. |
| Jean Missout           | Philippe Pétain          | Peloton d'exécution | 02.06.1944 | Suresnes           | Il est accusé par les autorités de résistance, considéré comme un terroriste. |
| René Noclin            | Philippe Pétain          | Peloton d'exécution | 02.06.1944 | Suresnes           | Il est accusé par les autorités de résistance, considéré comme un terroriste. |
| Roger Quillé           | Philippe Pétain          | Peloton d'exécution | 02.06.1944 | Suresnes           | Il est accusé par les autorités de résistance, considéré comme un terroriste. |
| Georges Ruet           | Philippe Pétain          | Peloton d'exécution | 02.06.1944 | Suresnes           | Il est accusé par les autorités de résistance, considéré comme un terroriste. |
| Emile Sornin           | Philippe Pétain          | Peloton d'exécution | 02.06.1944 | Suresnes           | Il est accusé par les autorités de résistance, considéré comme un terroriste. |
| René Vernis            | Philippe Pétain          | Peloton d'exécution | 02.06.1944 | Suresnes           | Il est accusé par les autorités de résistance, considéré comme un terroriste. |
| Gilbert Bizé           | Philippe Pétain          | Peloton d'exécution | 20.05.1944 | Suresnes           | Il est accusé par les autorités de résistance, considéré comme un terroriste. |
| Robert Bonnet          | Philippe Pétain          | Peloton d'exécution | 20.05.1944 | Suresnes           | Il est accusé par les autorités de résistance, considéré comme un terroriste. |
| Roger Briers           | Philippe Pétain          | Peloton d'exécution | 20.05.1944 | Suresnes           | Il est accusé par les autorités de résistance, considéré comme un terroriste. |
| André Cayron           | Philippe Pétain          | Peloton d'exécution | 20.05.1944 | Suresnes           | Il est accusé par les autorités de résistance, considéré comme un terroriste. |
| Jean Fournier          | Philippe Pétain          | Peloton d'exécution | 20.05.1944 | Suresnes           | Il est accusé par les autorités de résistance, considéré comme un terroriste. |
| Paul Kervella          | Philippe Pétain          | Peloton d'exécution | 20.05.1944 | Suresnes           | Il est accusé par les autorités de résistance, considéré comme un terroriste. |
| René Lanet             | Philippe Pétain          | Peloton d'exécution | 20.05.1944 | Suresnes           | Il est accusé par les autorités de résistance, considéré comme un terroriste. |
| Guy LeGoff             | Philippe Pétain          | Peloton d'exécution | 20.05.1944 | Suresnes           | Il est accusé par les autorités de résistance, considéré comme un terroriste. |
| Raymond Loreau         | Philippe Pétain          | Peloton d'exécution | 20.05.1944 | Suresnes           | Il est accusé par les autorités de résistance, considéré comme un terroriste. |
| Fernand Palin          | Philippe Pétain          | Peloton d'exécution | 20.05.1944 | Suresnes           | Il est accusé par les autorités de résistance, considéré comme un terroriste. |
| Paul Pasquaud          | Philippe Pétain          | Peloton d'exécution | 20.05.1944 | Suresnes           | Il est accusé par les autorités de résistance, considéré comme un terroriste. |
| Marcel Autereau        | Philippe Pétain          | Peloton d'exécution | 25.04.1944 | Suresnes           | Il est accusé par les autorités de résistance, considéré comme un terroriste. |
| Jean Camus             | Philippe Pétain          | Peloton d'exécution | 25.04.1944 | Suresnes           | Il est accusé par les autorités de résistance, considéré comme un terroriste. |
| Louis Chapiro          | Philippe Pétain          | Peloton d'exécution | 25.04.1944 | Suresnes           | Il est accusé par les autorités de résistance, considéré comme un terroriste. |
| Raymond Collot         | Philippe Pétain          | Peloton d'exécution | 25.04.1944 | Suresnes           | Il est accusé par les autorités de résistance, considéré comme un terroriste. |
| Paul Rousière          | Philippe Pétain          | Peloton d'exécution | 25.04.1944 | Suresnes           | Il est accusé par les autorités de résistance, considéré comme un terroriste. |
| André Nicolas          | Philippe Pétain          | Peloton d'exécution | 25.04.1944 | Suresnes           | Il est accusé de détention illégale d'armes à feu, considéré comme un terroriste. |
| Jean Alézard           | Philippe Pétain          | Peloton d'exécution | 11.04.1944 | Suresnes           | Il est accusé de détention illégale d'armes à feu, considéré comme un terroriste. |
| Emmanuel Bourneuf      | Philippe Pétain          | Peloton d'exécution | 11.04.1944 | Suresnes           | Il est accusé de détention illégale d'armes à feu, considéré comme un terroriste. |
| Roger Brunel           | Philippe Pétain          | Peloton d'exécution | 11.04.1944 | Suresnes           | Il est accusé de détention illégale d'armes à feu, considéré comme un terroriste. |
| Roland Cauchy          | Philippe Pétain          | Peloton d'exécution | 11.04.1944 | Suresnes           | Il est accusé de détention illégale d'armes à feu, considéré comme un terroriste. |
| Florentin Clotrier     | Philippe Pétain          | Peloton d'exécution | 11.04.1944 | Suresnes           | Il est accusé de détention illégale d'armes à feu, considéré comme un terroriste. |
| Maurice Corcuff        | Philippe Pétain          | Peloton d'exécution | 11.04.1944 | Suresnes           | Il est accusé de détention illégale d'armes à feu, considéré comme un terroriste. |
| André Cordier          | Philippe Pétain          | Peloton d'exécution | 11.04.1944 | Suresnes           | Il est accusé de détention illégale d'armes à feu, considéré comme un terroriste. |
| Maurice Dampierre      | Philippe Pétain          | Peloton d'exécution | 11.04.1944 | Suresnes           | Il est accusé de détention illégale d'armes à feu, considéré comme un terroriste. |
| André Dreyer           | Philippe Pétain          | Peloton d'exécution | 11.04.1944 | Suresnes           | Il est accusé de détention illégale d'armes à feu, considéré comme un terroriste. |
| Joseph Epsztejn        | Philippe Pétain          | Peloton d'exécution | 11.04.1944 | Suresnes           | Il est accusé de détention illégale d'armes à feu, considéré comme un terroriste. |
| Marcel Fouque          | Philippe Pétain          | Peloton d'exécution | 11.04.1944 | Suresnes           | Il est accusé de détention illégale d'armes à feu, considéré comme un terroriste. |
| Robert Fouquet         | Philippe Pétain          | Peloton d'exécution | 11.04.1944 | Suresnes           | Il est accusé de détention illégale d'armes à feu, considéré comme un terroriste. |
| Jean François          | Philippe Pétain          | Peloton d'exécution | 11.04.1944 | Suresnes           | Il est accusé de détention illégale d'armes à feu, considéré comme un terroriste. |
| Christian Gavelle      | Philippe Pétain          | Peloton d'exécution | 11.04.1944 | Suresnes           | Il est accusé de détention illégale d'armes à feu, considéré comme un terroriste. |
| René Guillaume         | Philippe Pétain          | Peloton d'exécution | 11.04.1944 | Suresnes           | Il est accusé de détention illégale d'armes à feu, considéré comme un terroriste. |
| Paul Jourdheuil        | Philippe Pétain          | Peloton d'exécution | 11.04.1944 | Suresnes           | Il est accusé de détention illégale d'armes à feu, considéré comme un terroriste. |
| André Leclerc          | Philippe Pétain          | Peloton d'exécution | 11.04.1944 | Suresnes           | Il est accusé de détention illégale d'armes à feu, considéré comme un terroriste. |
| Marcel Maillard        | Philippe Pétain          | Peloton d'exécution | 11.04.1944 | Suresnes           | Il est accusé de détention illégale d'armes à feu, considéré comme un terroriste. |
| Roger Martin           | Philippe Pétain          | Peloton d'exécution | 11.04.1944 | Suresnes           | Il est accusé de détention illégale d'armes à feu, considéré comme un terroriste. |
| Roger Michallet        | Philippe Pétain          | Peloton d'exécution | 11.04.1944 | Suresnes           | Il est accusé de détention illégale d'armes à feu, considéré comme un terroriste. |
| Roger Richard          | Philippe Pétain          | Peloton d'exécution | 11.04.1944 | Suresnes           | Il est accusé de détention illégale d'armes à feu, considéré comme un terroriste. |
| Camille Thibault       | Philippe Pétain          | Peloton d'exécution | 11.04.1944 | Suresnes           | Il est accusé de détention illégale d'armes à feu, considéré comme un terroriste. |
| Yves Daoudal           | Philippe Pétain          | Peloton d'exécution | 05.04.1944 | Suresnes           | Il est accusé par les autorités d’intelligence avec l'ennemi, considéré comme terroriste. |
| Jean-Marie Baudry      | Philippe Pétain          | Peloton d'exécution | 05.04.1944 | Suresnes           | Il est accusé par les autorités d’intelligence avec l'ennemi, considéré comme terroriste. |
| Louis Lagadic          | Philippe Pétain          | Peloton d'exécution | 05.04.1944 | Suresnes           | Il est accusé par les autorités d’intelligence avec l'ennemi, considéré comme terroriste. |
| André Brier            | Philippe Pétain          | Peloton d'exécution | 05.04.1944 | Suresnes           | Il est accusé par les autorités de résistance, considéré comme un terroriste. |
| Lucien Baillon         | Philippe Pétain          | Peloton d'exécution | 05.04.1944 | Suresnes           | Il est accusé par les autorités de résistance, considéré comme un terroriste. |
| Léonard Brugniaud      | Philippe Pétain          | Peloton d'exécution | 05.04.1944 | Suresnes           | Il est accusé par les autorités de résistance, considéré comme un terroriste. |
| André Lamarre          | Philippe Pétain          | Peloton d'exécution | 05.04.1944 | Suresnes           | Il est accusé par les autorités de résistance, considéré comme un terroriste. |
| Marcel Morteau         | Philippe Pétain          | Peloton d'exécution | 05.04.1944 | Suresnes           | Il est accusé par les autorités de résistance, considérer comme un terroriste. |
| Robert Doisy           | Philippe Pétain          | Peloton d'exécution | 05.04.1944 | Suresnes           | Il est accusé par les autorités de résistance, considéré comme un terroriste. |
| Joseph Fouriaux        | Philippe Pétain          | Peloton d'exécution | 05.04.1944 | Suresnes           | Il est accusé par les autorités de résistance, considéré comme un terroriste. |
| Henri Duverdin         | Philippe Pétain          | Peloton d'exécution | 04.04.1944 | Suresnes           | Il est accusé par les autorités de résistance, considéré comme un terroriste. |
| Jean Quintin           | Philippe Pétain          | Peloton d'exécution | 04.04.1944 | Suresnes           | Il est accusé par les autorités de résistance, considéré comme un terroriste. |
| Pierre Bouttier        | Philippe Pétain          | Peloton d'exécution | 30.03.1944 | Suresnes           | Il est accusé par les autorités de résistance, considéré comme un terroriste. |
| Roger Calbris          | Philippe Pétain          | Peloton d'exécution | 30.03.1944 | Suresnes           | Il est accusé par les autorités de résistance, considéré comme un terroriste. |
| Marcel Carton          | Philippe Pétain          | Peloton d'exécution | 30.03.1944 | Suresnes           | Il est accusé par les autorités de résistance, considéré comme un terroriste. |
| Maurice Cléret         | Philippe Pétain          | Peloton d'exécution | 30.03.1944 | Suresnes           | Il est accusé par les autorités de résistance, considéré comme un terroriste. |
| Gilbert Damas          | Philippe Pétain          | Peloton d'exécution | 30.03.1944 | Suresnes           | Il est accusé par les autorités de résistance, considéré comme un terroriste. |
| François Dargent       | Philippe Pétain          | Peloton d'exécution | 30.03.1944 | Suresnes           | Il est accusé par les autorités de résistance, considéré comme un terroriste. |
| Jean Delorme           | Philippe Pétain          | Peloton d'exécution | 30.03.1944 | Suresnes           | Il est accusé par les autorités de résistance, considéré comme un terroriste. |
| Paul Dumais            | Philippe Pétain          | Peloton d'exécution | 30.03.1944 | Suresnes           | Il est accusé par les autorités de résistance, considéré comme un terroriste. |
| Paul Espéret           | Philippe Pétain          | Peloton d'exécution | 30.03.1944 | Suresnes           | Il est accusé par les autorités de résistance, considéré comme un terroriste. |
| Elie Gallou            | Philippe Pétain          | Peloton d'exécution | 30.03.1944 | Suresnes           | Il est accusé par les autorités de résistance, considéré comme un terroriste. |
| Albert Gautier         | Philippe Pétain          | Peloton d'exécution | 30.03.1944 | Suresnes           | Il est accusé par les autorités de résistance, considéré comme un terroriste. |
| André Gillet           | Philippe Pétain          | Peloton d'exécution | 30.03.1944 | Suresnes           | Il est accusé par les autorités de résistance, considéré comme un terroriste. |
| Joseph Girard          | Philippe Pétain          | Peloton d'exécution | 30.03.1944 | Suresnes           | Il est accusé par les autorités de résistance, considéré comme un terroriste. |
| Spada Girard           | Philippe Pétain          | Peloton d'exécution | 30.03.1944 | Suresnes           | Il est accusé par les autorités de résistance, considéré comme un terroriste. |
| Maurice Honoré         | Philippe Pétain          | Peloton d'exécution | 30.03.1944 | Suresnes           | Il est accusé par les autorités de résistance, considéré comme un terroriste. |
| René Le Gall           | Philippe Pétain          | Peloton d'exécution | 30.03.1944 | Suresnes           | Il est accusé par les autorités de résistance, considéré comme un terroriste. |
| Bernard Léger          | Philippe Pétain          | Peloton d'exécution | 30.03.1944 | Suresnes           | Il est accusé par les autorités de résistance, considéré comme un terroriste. |
| Pierre Martin          | Philippe Pétain          | Peloton d'exécution | 30.03.1944 | Suresnes           | Il est accusé par les autorités de résistance, considéré comme un terroriste. |
| Maurice Peltiez        | Philippe Pétain          | Peloton d'exécution | 30.03.1944 | Suresnes           | Il est accusé par les autorités de résistance, considéré comme un terroriste. |
| René Rion              | Philippe Pétain          | Peloton d'exécution | 30.03.1944 | Suresnes           | Il est accusé par les autorités de résistance, considéré comme un terroriste. |
| Marcel Roblot          | Philippe Pétain          | Peloton d'exécution | 30.03.1944 | Suresnes           | Il est accusé par les autorités de résistance, considéré comme un terroriste. |
| Noé Sadorge            | Philippe Pétain          | Peloton d'exécution | 30.03.1944 | Suresnes           | Il est accusé par les autorités de résistance, considéré comme un terroriste. |
| Omer Sadorge           | Philippe Pétain          | Peloton d'exécution | 30.03.1944 | Suresnes           | Il est accusé par les autorités de résistance, considéré comme un terroriste. |
| Pierre Sadorge         | Philippe Pétain          | Peloton d'exécution | 30.03.1944 | Suresnes           | Il est accusé par les autorités de résistance, considéré comme un terroriste. |
| Roger Saget            | Philippe Pétain          | Peloton d'exécution | 30.03.1944 | Suresnes           | Il est accusé par les autorités de résistance, considéré comme un terroriste. |
| Jean Saliou            | Philippe Pétain          | Peloton d'exécution | 30.03.1944 | Suresnes           | Il est accusé par les autorités de résistance, considéré comme un terroriste. |
| Louis Savoure          | Philippe Pétain          | Peloton d'exécution | 30.03.1944 | Suresnes           | Il est accusé par les autorités de résistance, considéré comme un terroriste. |
| Pierre Sédillot        | Philippe Pétain          | Peloton d'exécution | 30.03.1944 | Suresnes           | Il est accusé par les autorités de résistance, considéré comme un terroriste. |
| Edmond Signoret        | Philippe Pétain          | Peloton d'exécution | 30.03.1944 | Suresnes           | Il est accusé par les autorités de résistance, considéré comme un terroriste. |
| Jules Varin            | Philippe Pétain          | Peloton d'exécution | 30.03.1944 | Suresnes           | Il est accusé par les autorités de résistance, considéré comme un terroriste. |
| Clovis Vigny           | Philippe Pétain          | Peloton d'exécution | 30.03.1944 | Suresnes           | Il est accusé par les autorités de résistance, considéré comme un terroriste. |
| Robert Aylé            | Philippe Pétain          | Peloton d'exécution | 28.03.1944 | Suresnes           | Il est accusé par les autorités de résistance, considéré comme un terroriste. |
| Frédéric De Jongh      | Philippe Pétain          | Peloton d'exécution | 28.03.1944 | Suresnes           | Il est accusé par les autorités de résistance, considéré comme un terroriste. |
| Aimable Fouquerel      | Philippe Pétain          | Peloton d'exécution | 28.03.1944 | Suresnes           | Il est accusé par les autorités de résistance, considéré comme un terroriste. |
| Joseph Quertigniez     | Philippe Pétain          | Peloton d'exécution | 28.03.1944 | Suresnes           | Il est accusé par les autorités de résistance, considéré comme un terroriste. |
| Joseph Certano         | Philippe Pétain          | Peloton d'exécution | 28.03.1944 | Suresnes           | Il est accusé de détention illégale d'armes à feu, considéré comme un terroriste. |
| Emile Blin             | Philippe Pétain          | Peloton d'exécution | 24.03.1944 | Suresnes           | Il est accusé par les autorités de résistance, considéré comme un terroriste. |
| Eugène Cas             | Philippe Pétain          | Peloton d'exécution | 24.03.1944 | Suresnes           | Il est accusé par les autorités de résistance, considéré comme un terroriste. |
| André Durand           | Philippe Pétain          | Peloton d'exécution | 24.03.1944 | Suresnes           | Il est accusé par les autorités de résistance, considéré comme un terroriste. |
| Henri Haudelaine       | Philippe Pétain          | Peloton d'exécution | 24.03.1944 | Suresnes           | Il est accusé par les autorités de résistance, considéré comme un terroriste. |
| René Morin             | Philippe Pétain          | Peloton d'exécution | 24.03.1944 | Suresnes           | Il est accusé par les autorités de résistance, considéré comme un terroriste. |
| Robert Pacôme          | Philippe Pétain          | Peloton d'exécution | 24.03.1944 | Suresnes           | Il est accusé par les autorités de résistance, considéré comme un terroriste. |
| Paul Quillet           | Philippe Pétain          | Peloton d'exécution | 24.03.1944 | Suresnes           | Il est accusé par les autorités de résistance, considéré comme un terroriste. |
| Franz Roeckel          | Philippe Pétain          | Peloton d'exécution | 24.03.1944 | Suresnes           | Il est accusé par les autorités de résistance, considéré comme un terroriste. |
| Bernard Chevignard     | Philippe Pétain          | Peloton d'exécution | 15.03.1944 | Suresnes           | Il est accusé par les autorités de résistance, considéré comme un terroriste. |
| Albert Koulmann        | Philippe Pétain          | Peloton d'exécution | 15.03.1944 | Suresnes           | Il est accusé par les autorités de résistance, considéré comme un terroriste. |
| Michel Pelletier       | Philippe Pétain          | Peloton d'exécution | 15.03.1944 | Suresnes           | Il est accusé par les autorités de résistance, considéré comme un terroriste. |
| François Sachetti      | Philippe Pétain          | Peloton d'exécution | 15.03.1944 | Suresnes           | Il est accusé par les autorités de résistance, considéré comme un terroriste. |
| André Tavernier        | Philippe Pétain          | Peloton d'exécution | 15.03.1944 | Suresnes           | Il est accusé par les autorités de résistance, considéré comme un terroriste. |
| Galo Bordeje           | Philippe Pétain          | Peloton d'exécution | 10.03.1944 | Suresnes           | Il est accusé par les autorités de résistance, considéré comme un terroriste. |
| Maurice Charpentier    | Philippe Pétain          | Peloton d'exécution | 10.03.1944 | Suresnes           | Il est accusé par les autorités de résistance, considéré comme un terroriste. |
| Charles Delagarde      | Philippe Pétain          | Peloton d'exécution | 10.03.1944 | Suresnes           | Il est accusé par les autorités de résistance, considéré comme un terroriste. |
| Albert Drouhot         | Philippe Pétain          | Peloton d'exécution | 10.03.1944 | Suresnes           | Il est accusé par les autorités de résistance, considéré comme un terroriste. |
| Louis Furmanek         | Philippe Pétain          | Peloton d'exécution | 10.03.1944 | Suresnes           | Il est accusé par les autorités de résistance, considéré comme un terroriste. |
| Pierre Lorgnet         | Philippe Pétain          | Peloton d'exécution | 10.03.1944 | Suresnes           | Il est accusé par les autorités de résistance, considéré comme un terroriste. |
| Emile Réaubourg        | Philippe Pétain          | Peloton d'exécution | 10.03.1944 | Suresnes           | Il est accusé par les autorités de résistance, considéré comme un terroriste. |
| Marc Bizot             | Philippe Pétain          | Peloton d'exécution | 07.03.1944 | Suresnes           | Il est accusé par les autorités de résistance, considéré comme un terroriste. |
| Gaston Charle          | Philippe Pétain          | Peloton d'exécution | 07.03.1944 | Suresnes           | Il est accusé par les autorités de résistance, considéré comme un terroriste. |
| André Chesnot          | Philippe Pétain          | Peloton d'exécution | 07.03.1944 | Suresnes           | Il est accusé par les autorités de résistance, considéré comme un terroriste. |
| Georges Citerne        | Philippe Pétain          | Peloton d'exécution | 07.03.1944 | Suresnes           | Il est accusé par les autorités de résistance, considéré comme un terroriste. |
| Maurice Deck           | Philippe Pétain          | Peloton d'exécution | 07.03.1944 | Suresnes           | Il est accusé par les autorités de résistance, considéré comme un terroriste. |
| René Dervaux           | Philippe Pétain          | Peloton d'exécution | 07.03.1944 | Suresnes           | Il est accusé par les autorités de résistance, considéré comme un terroriste. |
| Marcel François        | Philippe Pétain          | Peloton d'exécution | 07.03.1944 | Suresnes           | Il est accusé par les autorités de résistance, considéré comme un terroriste. |
| Robert Hildebrandt     | Philippe Pétain          | Peloton d'exécution | 07.03.1944 | Suresnes           | Il est accusé par les autorités de résistance, considéré comme un terroriste. |
| Raymond Jaclard        | Philippe Pétain          | Peloton d'exécution | 07.03.1944 | Suresnes           | Il est accusé par les autorités de résistance, considéré comme un terroriste. |
| André Joineau          | Philippe Pétain          | Peloton d'exécution | 07.03.1944 | Suresnes           | Il est accusé par les autorités de résistance, considéré comme un terroriste. |
| Georges Letiec         | Philippe Pétain          | Peloton d'exécution | 07.03.1944 | Suresnes           | Il est accusé par les autorités de résistance, considéré comme un terroriste. |
| Maurice Ouin           | Philippe Pétain          | Peloton d'exécution | 07.03.1944 | Suresnes           | Il est accusé par les autorités de résistance, considéré comme un terroriste. |
| Yves Quéré             | Philippe Pétain          | Peloton d'exécution | 07.03.1944 | Suresnes           | Il est accusé par les autorités de résistance, considéré comme un terroriste. |
| André Truchot          | Philippe Pétain          | Peloton d'exécution | 07.03.1944 | Suresnes           | Il est accusé par les autorités de résistance, considéré comme un terroriste. |
| Maxime Védy            | Philippe Pétain          | Peloton d'exécution | 07.03.1944 | Suresnes           | Il est accusé par les autorités de résistance, considéré comme un terroriste. |
| Lucien Vivié           | Philippe Pétain          | Peloton d'exécution | 07.03.1944 | Suresnes           | Il est accusé par les autorités de résistance, considéré comme un terroriste. |
| Alain Descarroirs      | Philippe Pétain          | Peloton d'exécution | 25.02.1944 | Suresnes           | Il est accusé de détention illégale d'armes à feu, considéré comme un terroriste. |
| Celestino Alfonso      | Philippe Pétain          | Peloton d'exécution | 21.02.1944 | Suresnes           | Il est accusé de commission de nombreux attentats de par son appartenance au groupe FTP-MOI. |
| Joseph Boczov          | Philippe Pétain          | Peloton d'exécution | 21.02.1944 | Suresnes           | Il est accusé de commission de nombreux attentats de par son appartenance au groupe FTP-MOI. |
| Georges Cloarec        | Philippe Pétain          | Peloton d'exécution | 21.02.1944 | Suresnes           | Il est accusé de commission de nombreux attentats de par son appartenance au groupe FTP-MOI. |
| Rino Negra             | Philippe Pétain          | Peloton d'exécution | 21.02.1944 | Suresnes           | Il est accusé de commission de nombreux attentats de par son appartenance au groupe FTP-MOI. |
| Thomas Elek            | Philippe Pétain          | Peloton d'exécution | 21.02.1944 | Suresnes           | Il est accusé de commission de nombreux attentats de par son appartenance au groupe FTP-MOI. |
| Maurice Fingerwajg     | Philippe Pétain          | Peloton d'exécution | 21.02.1944 | Suresnes           | Il est accusé de commission de nombreux attentats de par son appartenance au groupe FTP-MOI. |
| Spartaco Fontano       | Philippe Pétain          | Peloton d'exécution | 21.02.1944 | Suresnes           | Il est accusé de commission de nombreux attentats de par son appartenance au groupe FTP-MOI. |
| Jonas Geduldig         | Philippe Pétain          | Peloton d'exécution | 21.02.1944 | Suresnes           | Il est accusé de commission de nombreux attentats de par son appartenance au groupe FTP-MOI. |
| Emeric Glasz           | Philippe Pétain          | Peloton d'exécution | 21.02.1944 | Suresnes           | Il est accusé de commission de nombreux attentats de par son appartenance au groupe FTP-MOI. |
| Léon Goldberg          | Philippe Pétain          | Peloton d'exécution | 21.02.1944 | Suresnes           | Il est accusé de commission de nombreux attentats de par son appartenance au groupe FTP-MOI. |
| Szlama Grzywacz        | Philippe Pétain          | Peloton d'exécution | 21.02.1944 | Suresnes           | Il est accusé de commission de nombreux attentats de par son appartenance au groupe FTP-MOI. |
| Stanislas Kubacki      | Philippe Pétain          | Peloton d'exécution | 21.02.1944 | Suresnes           | Il est accusé de commission de nombreux attentats de par son appartenance au groupe FTP-MOI. |
| Cesare Luccarini       | Philippe Pétain          | Peloton d'exécution | 21.02.1944 | Suresnes           | Il est accusé de commission de nombreux attentats de par son appartenance au groupe FTP-MOI. |
| Missak Manouchian      | Philippe Pétain          | Peloton d'exécution | 21.02.1944 | Suresnes           | Il est accusé de commission de nombreux attentats de par son appartenance au groupe FTP-MOI. |
| Arpen Tavitian         | Philippe Pétain          | Peloton d'exécution | 21.02.1944 | Suresnes           | Il est accusé de commission de nombreux attentats de par son appartenance au groupe FTP-MOI. |
| Marcel Rajman          | Philippe Pétain          | Peloton d'exécution | 21.02.1944 | Suresnes           | Il est accusé de commission de nombreux attentats de par son appartenance au groupe FTP-MOI. |
| Roger Rouxel           | Philippe Pétain          | Peloton d'exécution | 21.02.1944 | Suresnes           | Il est accusé de commission de nombreux attentats de par son appartenance au groupe FTP-MOI. |
| Antoine Salvadori      | Philippe Pétain          | Peloton d'exécution | 21.02.1944 | Suresnes           | Il est accusé de commission de nombreux attentats de par son appartenance au groupe FTP-MOI. |
| Willy Schapiro         | Philippe Pétain          | Peloton d'exécution | 21.02.1944 | Suresnes           | Il est accusé de commission de nombreux attentats de par son appartenance au groupe FTP-MOI. |
| Amédéo Usséglio        | Philippe Pétain          | Peloton d'exécution | 21.02.1944 | Suresnes           | Il est accusé de commission de nombreux attentats de par son appartenance au groupe FTP-MOI. |
| Wolf Wajsbrot          | Philippe Pétain          | Peloton d'exécution | 21.02.1944 | Suresnes           | Il est accusé de commission de nombreux attentats de par son appartenance au groupe FTP-MOI. |
| Robert Witchitz        | Philippe Pétain          | Peloton d'exécution | 21.02.1944 | Suresnes           | Il est accusé de commission de nombreux attentats de par son appartenance au groupe FTP-MOI. |
| Georges Geoffroy       | Philippe Pétain          | Peloton d'exécution | 21.02.1944 | Suresnes           | Il se rend coupable d'une conspiration ayant abouti à l’assassinat d'un militaire allemand en lui volant son arme. |
| Pierre Le Cornec       | Philippe Pétain          | Peloton d'exécution | 21.02.1944 | Suresnes           | Il se rend coupable d'une conspiration ayant abouti à l’assassinat d'un militaire allemand en lui volant son arme. |
| Yves Salaun            | Philippe Pétain          | Peloton d'exécution | 21.02.1944 | Suresnes           | Il se rend coupable d'une conspiration ayant abouti à l’assassinat d'un militaire allemand en lui volant son arme. |
| Robert Giraudineau     | Philippe Pétain          | Peloton d'exécution | 16.02.1944 | Suresnes           | Il est accusé par les autorités de résistance, considéré comme un terroriste. |
| Marcel Vatin           | Philippe Pétain          | Peloton d'exécution | 16.02.1944 | Suresnes           | Il est accusé par les autorités de résistance, considéré comme un terroriste. |
| André Devèze           | Philippe Pétain          | Peloton d'exécution | 14.02.1944 | Suresnes           | Il est accusé par les autorités de résistance, considéré comme un terroriste. |
| Paul Faure             | Philippe Pétain          | Peloton d'exécution | 14.02.1944 | Suresnes           | Il est accusé par les autorités de résistance, considéré comme un terroriste. |
| Adolphe Wersand        | Philippe Pétain          | Peloton d'exécution | 14.02.1944 | Suresnes           | Il est accusé par les autorités de résistance, considéré comme un terroriste. |
| Simon Duval            | Philippe Pétain          | Peloton d'exécution | 07.02.1944 | Suresnes           | Il est accusé par les autorités de résistance, considéré comme un terroriste. |
| Alphonse Heimst        | Philippe Pétain          | Peloton d'exécution | 07.02.1944 | Suresnes           | Il est accusé par les autorités de résistance, considéré comme un terroriste. |
| Emile Rivet            | Philippe Pétain          | Peloton d'exécution | 07.02.1944 | Suresnes           | Il est accusé par les autorités de résistance, considéré comme un terroriste. |
| Maurice Salagnac       | Philippe Pétain          | Peloton d'exécution | 07.02.1944 | Suresnes           | Il est accusé par les autorités de résistance, considéré comme un terroriste. |
| Pierre Simonetti       | Philippe Pétain          | Peloton d'exécution | 07.02.1944 | Suresnes           | Il est accusé par les autorités de résistance, considéré comme un terroriste. |
| Gottlob Feidengruber   | Philippe Pétain          | Peloton d'exécution | 26.01.1944 | Suresnes           | Il est accusé par les autorités de complaisance avec l'ennemi après avoir tenu des propos défaitistes. |
| René Prudhomme         | Philippe Pétain          | Peloton d'exécution | 12.01.1944 | Suresnes           | Il est accusé par les autorités de résistance, considéré comme un terroriste. |
| Arthur Neibecker       | Philippe Pétain          | Peloton d'exécution | 08.01.1944 | Suresnes           | Il est accusé par les autorités de terrorisme après avoir tenté de voler un avion de la Luftwaffe pour rejoindre l'Angleterre. |

## Femmes exécutées auXXesiècle
| Criminel                             | Présidence      | Méthode(s) | Date          | Lieu             | Crime(s) et Victime(s) |
| ------------------------------------ | --------------- | ---------- | ------------- | ---------------- | --- |
| Czeslawa Bilicki                     | Philippe Pétain | Guillotine | 1943 30.07.43 | Chalon-sur-Saône | En avril 1941, elle se rend coupable avec son amant du meurtre de son mari : elle a découpé son corps avant de s'en débarrasser afin de refaire sa vie. |
| Germaine Legrand Marie-Louise Giraud | Philippe Pétain | Guillotine | 1943 30.07.43 | Saintes Paris    | Le 8 décembre 1941, bat et laisse agoniser pendant plus de trente heures le fils de son mari agé de 9 ans à Saint-Savinien sur Charente prison de la Roquette à Paris, pour avoir pratiqué 27 avortements. « Faiseuse d'anges », elle est une des deux seules personnes exécutées pour ce motif en France avec Désiré Pioge, guillotiné le 22 octobre 1943 pour 3 avortements |
| Georgette Monneron                   | Philippe Pétain | Guillotine | 1942          | Paris            | Le 10 mars 1941 à Paris, tue, avec l'aide de son mari, leur fille Liliane qu'ils battaient régulièrement. |
| Elizabeth Ducourneau                 | Philippe Pétain | Guillotine | 1941          | Bordeaux         | Le 31 août 1937, elle empoisonne sa mère à Belin, elle récidive le 25 octobre 1938 en empoisonnant son mari. |
| Madeleine Mouton                     | René Coty       | Guillotine | 1948          | Sidi Bel Abbès   | Tueuse en série par empoisonnement. |
| Germaine Leloy-Godefroy              | René Coty       | Guillotine | 1948          | Angers           | Le 10 décembre 1947, tue à Baugé son mari, Albert Leloy afin de refaire sa vie avec son amant. |

## Guillotine pendant la guerre d'Algérie
Au cours de la Guerre d'Algérie, le 17 mars 1956 sont publiées au J.O les lois 56-268 et 56-269 qui permettent aux tribunaux militaires français d’appliquer - sans instruction préalable - la peine de mort aux membres du FLN pris les armes à la main.
Pour les bourreaux d'Alger, commencent alors les cadences infernales, avec les exécutions multiples qui se poursuivent jusqu'en 1958. Dans ses mémoires, le bourreau Fernand Meyssonnier rapporte « Dans l'histoire, c'est assez rare [...] En Algérie, entre 1956 et 1958, il y a eu seize exécutions doubles, quinze triples, huit quadruples et une quintuple. Oui, pendant le FLN c'était à la chaîne [...] Pour arriver à de telles hécatombes, il faut des époques politiques troubles comme la Terreur pendant la Révolution, l'Occupation où il y a eu neuf exécutés d'un coup le 1er  mai 1944, et... les "événements" d'Algérie ».
Au total, entre 1956 et 1962 pour environ 1 500 condamnations prononcées, 222 Algériens ont été officiellement exécutés pendant la guerre d’Algérie. 142 l’ont été sous la IVe République : 45 pendant que François Mitterrand était garde des Sceaux, soit une exécution tous les 10 jours en moyenne. La plus forte fréquence revient au Gouvernement Maurice Bourgès-Maunoury, qui a commis 29 exécutions en trois mois (soit une tous les trois jours). 80 exécutions ont eu lieu sous de Gaulle (soit une tous les 20 jours), bien qu’il ait amnistié 209 condamnés à mort en janvier 1959, commuant leur condamnation en peine de prison à vie. Un seul Européen, Fernand Iveton, sera guillotiné pendant la guerre d'Algérie.